# Liste des matchs de l'équipe d'Argentine de football par adversaire
Cette liste présente les matchs de l'équipe d'Argentine de football par adversaire rencontré. Lorsqu'une rivalité footballistique particulière existe entre l'Argentine et un autre pays, une page spécifique est parfois proposée.
- Haut – A
- B
- C
- D
- E
- F
- G
- H
- I
- J
- K
- L
- M
- N
- O
- P
- Q
- R
- S
- T
- U
- V
- W
- X
- Y
- Z

## A

### Afrique du Sud
| # | Date        | Lieu          | Match                      | Score | Compétition  |
| 1 | 13 mai 1995 | Johannesbourg | Afrique du Sud - Argentine | 1-1   | Match amical |
| 2 | 25 mai 1998 | Buenos Aires  | Argentine - Afrique du Sud | 2-0   | Match amical |

Bilan
- Total de matchs disputés : 2
- Victoires de la Afrique du Sud : 0
- Victoires de l'Argentine : 1
- Matchs nuls : 1

### Albanie
| # | Date         | Lieu         | Match               | Score | Compétition  |
| 1 | 20 juin 2011 | Buenos Aires | Argentine - Albanie | 4-0   | Match amical |

Bilan
- Total de matchs disputés : 1
- Victoires de l'Albanie : 0
- Victoires de l'Argentine : 1
- Matchs nuls : 0

### Algérie
| # | Date        | Lieu      | Match               | Score | Compétition |
| 1 | 7 juin 2007 | Barcelone | Algérie - Argentine | 3-4   | Amical      |

Bilan partiel
- Total de matchs disputés : 1
- Victoires de l'équipe d'Argentine : 1
- Victoires de l'équipe d'Algérie : 0
- Matchs nuls : 0

### Allemagne de l'Est
| # | Date            | Lieu          | Match           | Score | Compétition                   |
| 1 | 3 juillet 1974  | Gelsenkirchen | Argentine - RDA | 1-1   | Coupe du monde 1974 (2d tour) |
| 2 | 12 juillet 1977 | Buenos Aires  | Argentine - RDA | 2-0   | Match amical                  |

Bilan
- Total de matchs disputés : 2
- Victoires de la RDA : 0
- Victoires de l'Argentine : 1
- Matchs nuls : 1

### Angola
| # | Date        | Lieu    | Match              | Score | Compétition  |
| 1 | 30 mai 2006 | Salerne | Argentine - Angola | 2-0   | Match amical |

Bilan
- Total de matchs disputés : 1
- Victoires de l'équipe d'Angola : 0
- Victoires de l'équipe d'Argentine : 1
- Match nul : 0
- Total de buts marqués par l'équipe d'Angola : 0
- Total de buts marqués par l'équipe d'Argentine : 2

### Arabie saoudite
| # | Date             | Lieu   | Match                       | Score | Compétition                            |
| 1 | 20 octobre 1992  | Riyad  | Argentine - Arabie saoudite | 3-1   | Coupe des confédérations 1992 (finale) |
| 2 | 22 novembre 2022 | Lusail | Argentine - Arabie saoudite | 1-2   | Coupe du monde 2022 (Groupe C)         |

#### Bilan
- Total de matchs disputés : 2
- Victoire de l'équipe d'Arabie saoudite : 1
- Victoire de l'équipe d'Argentine : 1
- Match nul : 0

### Australie
| # | Date              | Lieu         | Match                 | Score | Compétition                                |
| 1 | 14 juillet 1988   | Sydney       | Australie - Argentine | 4-1   | Match amical                               |
| 2 | 18 juin 1992      | Buenos Aires | Argentine - Australie | 2-0   | Match amical                               |
| 3 | 31 octobre 1993   | Sydney       | Australie - Argentine | 1-1   | Qualifications pour la Coupe du monde 1994 |
| 4 | 17 novembre 1993  | Buenos Aires | Argentine - Australie | 1-0   | Qualifications pour la Coupe du monde 1994 |
| 5 | 30 juin 1995      | Buenos Aires | Argentine - Australie | 2-0   | Match amical                               |
| 6 | 18 juin 2005      | Nuremberg    | Australie - Argentine | 2-4   | Coupe des confédérations 2005 (groupe A)   |
| 7 | 11 septembre 2007 | Melbourne    | Australie - Argentine | 0-1   | Match amical                               |
| 8 | 3 décembre 2022   | Al Rayyan    | Argentine - Australie | 2-1   | Coupe du monde 2022 (Huitièmes de finale)  |
| 9 | 15 juin 2023      | Beijing      | Argentine - Australie | 2-0   | Match amical                               |

Bilan
- Total de matchs disputés : 9
- Victoires de l'équipe d'Australie : 1
- Victoires de l'équipe d'Argentine : 8
- Match nul : 1

### Autriche
| # | Date        | Lieu   | Match                | Score | Compétition  |
| 1 | 21 mai 1980 | Vienne | Autriche - Argentine | 1-5   | Match amical |
| 2 | 3 mai 1990  | Vienne | Autriche - Argentine | 1-1   | Match amical |

Bilan
- Total de matchs disputés : 2
- Victoires de l'Autriche : 0
- Victoires de l'Argentine : 1
- Matchs nuls : 1

## B

### Belgique

#### Confrontations
Confrontations entre l'Argentine et la Belgique en matchs officiels :
| # | Date             | Lieu      | Match                | Score | Compétition                                 |
| - | ---------------- | --------- | -------------------- | ----- | ------------------------------------------- |
| 1 | 2 juin 1928      | Amsterdam | Argentine - Belgique | 6-3   | Jeux Olympiques 1928 (Quarts de finale) [1] |
| 2 | 13 juin 1982     | Barcelone | Argentine - Belgique | 0-1   | Coupe du monde 1982 (Groupe 3) [2]          |
| 3 | 5 septembre 1984 | Bruxelles | Belgique - Argentine | 0-2   | Match amical [3]                            |
| 4 | 25 juin 1986     | Mexico    | Argentine - Belgique | 2-0   | Coupe du monde 1986 (Demi-finales)          |
| 5 | 5 juillet 2014   | Brasilia  | Argentine - Belgique | 1-0   | Coupe du monde 2014 (Quarts de finale)      |

#### Bilan complet
- Total de matchs disputés : 5
- Victoires de l'Argentine : 4
- Victoires de la Belgique : 1
- Matchs nuls : 0
- Buts marqués par l'Argentine : 11
- Buts marqués par la Belgique : 4

### Biélorussie

#### Confrontations
Confrontations entre l'Argentine et la Biélorussie en matchs officiels :
|   | Date         | Lieu  | Match                   | Score | Compétition  |
| - | ------------ | ----- | ----------------------- | ----- | ------------ |
| 1 | 20 août 2008 | Minsk | Biélorussie - Argentine | 0-0   | Match amical |

#### Bilan complet
- Total de matchs disputés : 1
- Victoires de l'Argentine : 0
- Victoires de la Biélorussie : 0
- Matchs nuls : 1
- Buts marqués par l'Argentine : 0
- Buts marqués par la Biélorussie : 0

### Bolivie
| #  | Date              | Lieu         | Match               | Score | Compétition                                                                     |
| 1  | 16 octobre 1926   | Santiago     | Argentine - Bolivie | 5-0   | (match de la Copa América 1926)                                                 |
| 2  | 30 octobre 1927   | Lima         | Argentine - Bolivie | 7-1   | (match de la Copa América 1927)                                                 |
| 3  | 18 janvier 1945   | Santiago     | Argentine - Bolivie | 4-0   | (match de la Copa América 1945)                                                 |
| 4  | 19 janvier 1946   | Buenos Aires | Argentine - Bolivie | 7-1   | (match de la Copa América 1946)                                                 |
| 5  | 4 décembre 1947   | Guayaquil    | Argentine - Bolivie | 7-0   | (match de la Copa América 1947)                                                 |
| 6  | 6 octobre 1957    | La Paz       | Bolivie - Argentine | 2-0   | (Qualifications pour la Coupe du monde de 1958)                                 |
| 7  | 27 octobre 1957   | Buenos Aires | Argentine - Bolivie | 4-0   | (Qualification la Coupe du monde de 1958)                                       |
| 8  | 11 mars 1959      | Buenos Aires | Argentine - Bolivie | 2-0   | (match de la Copa América 1959)                                                 |
| 9  | 28 mars 1963      | La Paz       | Bolivie - Argentine | 3-2   | (match de la Copa América 1963)                                                 |
| 10 | 17 août 1965      | Buenos Aires | Argentine - Bolivie | 4-1   | (Qualifications pour la Coupe du monde de 1966)                                 |
| 11 | 29 août 1965      | La Paz       | Bolivie - Argentine | 1-2   | (Qualifications pour la Coupe du monde de 1966)                                 |
| 12 | 22 janvier 1967   | Montevideo   | Argentine - Bolivie | 1-0   | (match de la Copa América 1967)                                                 |
| 13 | 27 juillet 1969   | La Paz       | Bolivie - Argentine | 3-1   | (Qualifications pour la Coupe du monde de 1970)                                 |
| 14 | 24 août 1969      | Buenos Aires | Argentine - Bolivie | 1-0   | (Qualifications pour la Coupe du monde de 1970)                                 |
| 15 | 9 septembre 1973  | Buenos Aires | Argentine - Bolivie | 4-0   | (Qualifications pour la Coupe du monde de 1974)                                 |
| 16 | 23 septembre 1973 | La Paz       | Bolivie - Argentine | 0-1   | (Qualifications pour la Coupe du monde de 1974)                                 |
| 17 | 27 juin 1975      | Cochabamba   | Bolivie - Argentine | 1-2   | Match amical                                                                    |
| 18 | 18 juillet 1979   | La Paz       | Bolivie - Argentine | 2-1   | Copa América 1979 (Groupe B Aller)                                              |
| 19 | 8 août 1979       | Buenos Aires | Argentine - Bolivie | 3-0   | Copa América 1979 (Groupe B Retour)                                             |
| 20 | 10 juillet 1989   | Goiânia      | Argentine - Bolivie | 0-0   | Copa América 1989 (Groupe B)                                                    |
| 21 | 17 juin 1993      | Guayaquil    | Argentine - Bolivie | 1-0   | Copa América 1993 (Groupe C)                                                    |
| 22 | 8 juillet 1995    | Paysandú     | Argentine - Bolivie | 2-1   | Copa América 1995 (Groupe C)                                                    |
| 23 | 24 avril 1996     | Buenos Aires | Argentine - Bolivie | 3-1   | Qualification pour la Coupe du monde 1998 : zone Amérique du Sud                |
| 24 | 2 avril 1997      | La Paz       | Bolivie - Argentine | 2-1   | Qualification pour la Coupe du monde 1998 : zone Amérique du Sud                |
| 25 | 4 juin 2000       | Buenos Aires | Argentine - Bolivie | 1-0   | Tours préliminaires à la Coupe du monde de football 2002 : zone Amérique du Sud |
| 26 | 25 avril 2001     | La Paz       | Bolivie - Argentine | 3-3   | Tours préliminaires à la Coupe du monde de football 2002 : zone Amérique du Sud |
| 27 | 15 novembre 2003  | Buenos Aires | Argentine - Bolivie | 3-0   | Éliminatoires de la Coupe du monde de football 2006 : zone Amérique du Sud      |
| 28 | 26 mars 2005      | La Paz       | Bolivie - Argentine | 1-2   | Éliminatoires de la Coupe du monde de football 2006 : zone Amérique du Sud      |
| 29 | 17 novembre 2007  | Buenos Aires | Argentine - Bolivie | 3-0   | Éliminatoires de la Coupe du monde de football 2010 : zone Amérique du Sud      |
| 30 | 1er avril 2009    | La Paz       | Bolivie - Argentine | 6-1   | Éliminatoires de la Coupe du monde de football 2010 : zone Amérique du Sud      |
| 31 | 1er juillet 2011  | La Plata     | Argentine - Bolivie | 1-1   | Copa América 2011 (Groupe A)                                                    |
| 32 | 11 novembre 2011  | Buenos Aires | Argentine - Bolivie | 1-1   | Éliminatoires de la Coupe du monde de football 2014 : zone Amérique du Sud      |
| 33 | 26 mars 2013      | La Paz       | Bolivie - Argentine | 1-1   | Éliminatoires de la Coupe du monde de football 2014 : zone Amérique du Sud      |
| 34 | 6 juin 2015       | San Juan     | Argentine - Bolivie | 5-0   | Match amical                                                                    |
| 35 | 4 septembre 2015  | Houston      | Bolivie - Argentine | 0-7   | Match amical                                                                    |
| 36 | 29 mars 2016      | Córdoba      | Argentine - Bolivie | 2-0   | Éliminatoires de la Coupe du monde de football 2018 : zone Amérique du Sud      |
| 37 | 14 juin 2016      | Seattle      | Argentine - Bolivie | 3-0   | Copa América Centenario (groupe D)                                              |
| 38 | 28 mars 2017      | La Paz       | Bolivie - Argentine | 2-0   | Éliminatoires de la Coupe du monde de football 2018 : zone Amérique du Sud      |
| 39 | 13 octobre 2020   | La Paz       | Bolivie - Argentine | 1-2   | Éliminatoires de la zone Amérique du Sud de la Coupe du monde de football 2022  |
| 40 | 29 juin 2021      | Cuiabá       | Bolivie - Argentine | 1-4   | Copa América 2021 (Groupe B)                                                    |
| 41 | 9 septembre 2021  | Buenos Aires | Argentine - Bolivie | 3-0   | Éliminatoires de la zone Amérique du Sud de la Coupe du monde de football 2022  |
| 42 | 12 septembre 2023 | La Paz       | Bolivie - Argentine | 0-3   | Éliminatoires de la zone Amérique du Sud de la Coupe du monde de football 2026  |
| 43 | 15 Octobre 2024   | Buenos Aires | Argentine - Bolivie | 6-0   | Éliminatoires de la zone Amérique du Sud de la Coupe du monde de football 2026  |

#### Bilan
- Total de matchs disputés : 43
- Victoires de l'équipe d'Argentine : 31
- Victoires de l'équipe de Bolivie : 7
- Matchs nuls : 5
- Buts marqués par l'Argentine : 116
- Buts marqués par la Bolivie : 36

### Bosnie-Herzégovine

#### Confrontations
Confrontations entre l'Argentine et la Bosnie-Herzégovine en matchs officiels :
| # | Date             | Lieu           | Match                          | Score | Compétition                    |
| - | ---------------- | -------------- | ------------------------------ | ----- | ------------------------------ |
| 1 | 14 mai 1998      | Córdoba        | Argentine - Bosnie-Herzégovine | 5-0   | Match amical                   |
| 2 | 18 novembre 2013 | Saint-Louis    | Argentine - Bosnie-Herzégovine | 2-0   | Match amical                   |
| 3 | 15 juin 2014     | Rio de Janeiro | Argentine - Bosnie-Herzégovine | 2-1   | Coupe du monde 2014 (Groupe F) |

#### Bilan
- Total de matchs disputés : 3
- Victoires de l'Argentine : 3 (100 %)
- Victoires de la Bosnie-Herzégovine : 0 (0 %)
- Matchs nuls : 0
- Buts marqués par l'Argentine : 9
- Buts marqués par la Bosnie-Herzégovine : 1

### Bulgarie
| # | Date            | Lieu         | Match                | Score | Compétition                                         |
| 1 | 30 mai 1962     | Rancagua     | Argentine - Bulgarie | 1-0   | Coupe du monde 1962 (Groupe D)                      |
| 2 | 29 mars 1978    | Buenos Aires | Argentine - Bulgarie | 3-1   | Match amical                                        |
| 3 | 25 avril 1979   | Buenos Aires | Argentine - Bulgarie | 2-1   | Match amical                                        |
| 4 | 9 octobre 1980  | Buenos Aires | Argentine - Bulgarie | 2-0   | Match amical                                        |
| 5 | 5 mai 1982      | Buenos Aires | Argentine - Bulgarie | 2-1   | Match amical                                        |
| 6 | 10 juin 1986    | Mexico       | Argentine - Bulgarie | 2-0   | Coupe du monde de football 1986 (Groupe A 1er Tour) |
| 7 | 30 juin 1994    | Dallas       | Bulgarie - Argentine | 2-0   | Coupe du monde 1994 (Groupe D)                      |
| 8 | 14 février 1995 | Mendoza      | Argentine - Bulgarie | 4-1   | Match amical                                        |
| 9 | 10 mars 1998    | Buenos Aires | Argentine - Bulgarie | 2-0   | Match amical                                        |

Bilan partiel
- Total de matchs disputés : 9
- Victoires de l'équipe d'Argentine : 8
- Victoires de l'équipe de Bulgarie : 1
- Matchs nuls : 0

## C

### Cameroun
| # | Date         | Lieu   | Match                | Score | Compétition                    |
| 1 | 8 juin 1990  | Milan  | Argentine - Cameroun | 0-1   | Coupe du monde 1990 (Groupe B) |
| 2 | 27 mars 2002 | Genève | Argentine - Cameroun | 2-2   | Match amical                   |

Bilan
- Total de matchs disputés : 2
- Victoire de l'équipe d'Argentine : 0
- Victoire de l'équipe du Cameroun : 1
- Match nul : 1

### Canada
| # | Date           | Lieu            | Match              | Score | Compétition                      |
| 1 | 24 mai 2010    | Buenos Aires    | Argentine - Canada | 5-0   | Match amical                     |
| 2 | 20 Juin 2024   | Atlanta         | Argentine - Canada | 2-0   | Copa America 2024 (Groupe A)     |
| 3 | 9 Juillet 2024 | East Rutherford | Argentine - Canada | 2-0   | Copa America 2024 (Demi- finale) |

Bilan
- Total de matchs disputés : 3
- Victoire de l'équipe d'Argentine :3
- Victoire de l'équipe du Canada : 0
- Match nul : 0

### Chili
| #  | Date              | Lieu                 | Match             | Score           | Compétition                                                                      |
| -- | ----------------- | -------------------- | ----------------- | --------------- | -------------------------------------------------------------------------------- |
| 1  | 27 mai 1910       | Buenos Aires         | Argentine - Chili | 3-1             | Match amical                                                                     |
| 2  | 5 juin 1910       | Buenos Aires         | Argentine - Chili | 5-1             | Match amical                                                                     |
| 3  | 11 septembre 1910 | Viña del Mar         | Chili - Argentine | 0-3             | Match amical                                                                     |
| 4  | 21 septembre 1913 | Viña del Mar         | Chili - Argentine | 0-2             | Match amical                                                                     |
| 5  | 6 juillet 1916    | Buenos Aires         | Argentine - Chili | 6-1             | (Match de la Copa América 1916)                                                  |
| 6  | 12 juillet 1916   | Buenos Aires         | Argentine - Chili | 1-0             | Match amical                                                                     |
| 7  | 6 octobre 1917    | Montevideo           | Argentine - Chili | 1-0             | (Match de la Copa América 1917)                                                  |
| 8  | 21 novembre 1917  | Avellaneda           | Argentine - Chili | 1-1             | Match amical                                                                     |
| 9  | 20 septembre 1920 | Viña del Mar         | Chili - Argentine | 1-1             | (Match de la Copa América 1920)                                                  |
| 10 | 25 septembre 1921 | Santiago             | Chili - Argentine | 1-4             | Match amical                                                                     |
| 11 | 2 octobre 1921    | Buenos Aires         | Argentine - Chilo | 1-0             | Match amical                                                                     |
| 12 | 28 septembre 1922 | Rio de Janeiro       | Argentine - Chili | 4-0             | (Match de la Copa América 1922)                                                  |
| 13 | 22 octobre 1922   | Buenos Aires         | Argentine - Chili | 1-0             | Match amical                                                                     |
| 14 | 3 décembre 1923   | Buenos Aires         | Argentine - Chili | 6-0             | Match amical                                                                     |
| 16 | 25 octobre 1924   | Montevideo           | Argentine - Chili | 2-0             | (Match de la Copa América 1924)                                                  |
| 17 | 31 octobre 1926   | Santiago             | Chili - Argentine | 1-1             | (Match de la Copa América 1926)                                                  |
| 18 | 22 juillet 1930   | Montevideo           | Argentine - Chili | 3-1             | Coupe du monde 1930 (Groupe A)                                                   |
| 19 | 6 janvier 1935    | Lima                 | Argentine - Chili | 4-1             | (Match de la Copa América 1935)                                                  |
| 20 | 30 décembre 1936  | Buenos Aires         | Argentine - Chili | 2-1             | (Match de la Copa América 1937)                                                  |
| 21 | 2 mars 1940       | Buenos Aires         | Argentine - Chili | 4-1             | Match amical                                                                     |
| 22 | 9 mars 1940       | Buenos Aires         | Argentine - Chili | 3-2             | Match amical                                                                     |
| 23 | 5 janvier 1941    | Santiago             | Chili - Argentine | 1-2             | Match amical                                                                     |
| 24 | 9 janvier 1941    | Santiago             | Chili - Argentine | 2-5             | Match amical                                                                     |
| 25 | 4 mars 1941       | Santiago             | Argentine - Chili | 1-0             | Copa América 1941 (Finale)                                                       |
| 26 | 31 janvier 1942   | Montevideo           | Argentine - Chili | 0-0             | (Match de la Copa América 1942)                                                  |
| 27 | 11 février 1945   | Santiago             | Chili - Argentine | 1-1             | (Match de la Copa América 1945)                                                  |
| 28 | 26 janvier 1946   | Buenos Aires         | Argentine - Chili | 3-1             | (Match de la Copa América 1946)                                                  |
| 29 | 16 décembre 1947  | Guayaquil            | Argentine - Chili | 1-1             | (Match de la Copa América 1947)                                                  |
| 30 | 30 mars 1955      | Santiago             | Argentine - Chili | 1-0             | Copa América 1955 (Finale)                                                       |
| 31 | 29 janvier 1956   | Montevideo           | Argentine - Chili | 2-0             | (Match de la Copa América 1956)                                                  |
| 32 | 11 mars 1956      | Mexico               | Argentine - Chili | 3-0             | Match amical                                                                     |
| 33 | 28 mars 1957      | Lima                 | Argentine - Chili | 6-2             | (Match de la Copa América 1957)                                                  |
| 34 | 13 octobre 1957   | Santiago             | Chili - Argentine | 0-2             | (Qualifications pour la Coupe du monde de football de 1958)                      |
| 35 | 20 octobre 1957   | Buenos Aires         | Argentine - Chili | 4-0             | (Qualifications pour la Coupe du monde de football de 1958)                      |
| 36 | 7 mars 1959       | Buenos Aires         | Argentine - Chili | 6-1             | (Match de la Copa America 1959)                                                  |
| 37 | 18 novembre 1959  | Santiago             | Chili - Argentine | 4-2             | Match amical                                                                     |
| 38 | 7 novembre 1962   | Santiago             | Chili - Argentine | 1-1             | Match amical                                                                     |
| 39 | 21 novembre 1962  | Buenos Aires         | Argentine - Chili | 1-0             | Match amical                                                                     |
| 40 | 24 septembre 1964 | Buenos Aires         | Argentine - Chili | 5-0             | Match amical                                                                     |
| 41 | 14 octobre 1964   | Santiago             | Chili - Argentine | 1-1             | Match amical                                                                     |
| 42 | 14 juillet 1965   | Buenos Aires         | Argentine - Chili | 1-0             | Match amical                                                                     |
| 43 | 21 juillet 1965   | Santiago             | Chili - Argentine | 1-1             | Match amical                                                                     |
| 44 | 28 janvier 1967   | Montevideo           | Argentine - Chili | 2-0             | (Match de la Copa América 1967)                                                  |
| 45 | 15 août 1967      | Santiago             | Chili - Argentine | 1-0             | Match amical                                                                     |
| 46 | 8 novembre 1967   | Santiago             | Chili - Argentine | 3-1             | Match amical                                                                     |
| 47 | 27 novembre 1968  | Rosario              | Argentine - Chili | 4-0             | Match amical                                                                     |
| 48 | 4 décembre 1968   | Santiago             | Chili - Argentine | 2-1             | Match amical                                                                     |
| 49 | 28 mai 1969       | Santiago             | Chili - Argentine | 1-1             | Match amical                                                                     |
| 50 | 11 juin 1969      | La Plata             | Argentine - Chili | 2-1             | Match amical                                                                     |
| 51 | 21 juillet 1971   | Santiago             | Chili - Argentine | 2-2             | Match amical                                                                     |
| 52 | 4 août 1971       | Buenos Aires         | Argentine - Chili | 1-0             | Match amical                                                                     |
| 53 | 31 mai 1972       | Santiago             | Chili - Argentine | 4-3             | Match amical                                                                     |
| 54 | 25 septembre 1972 | Buenos Aires         | Argentine - Chili | 2-0             | Match amical                                                                     |
| 55 | 13 juillet 1973   | Buenos Aires         | Argentine - Chili | 5-4             | Match amical                                                                     |
| 56 | 18 juillet 1973   | Santiago             | Chili - Argentine | 3-1             | Match amical                                                                     |
| 57 | 6 novembre 1974   | Santiago             | Chili - Argentine | 0-2             | Match amical                                                                     |
| 58 | 20 novembre 1974  | Buenos Aires         | Argentine - Chili | 1-1             | Match amical                                                                     |
| 59 | 13 octobre 1976   | Buenos Aires         | Argentine - Chili | 2-0             | Match amical                                                                     |
| 60 | 18 septembre 1980 | Mendoza              | Argentine - Chili | 2-2             | Match amical                                                                     |
| 61 | 12 mai 1983       | Santiago             | Chili - Argentine | 2-2             | Match amical                                                                     |
| 62 | 23 juin 1983      | Buenos Aires         | Argentine - Chili | 1-0             | Match amical                                                                     |
| 63 | 18 octobre 1984   | Singapour            | Chili - Argentine | 0-1             | Match amical                                                                     |
| 64 | 14 mai 1985       | Buenos Aires         | Argentine - Chili | 2-0             | Match amical                                                                     |
| 65 | 20 avril 1989     | Santiago             | Chili - Argentine | 1-1             | Match amical                                                                     |
| 66 | 2 juillet 1989    | Goiânia              | Argentine - Chili | 1-0             | (Match de groupe de la Copa América 1989) (Groupe B)                             |
| 67 | 10 juillet 1991   | Santiago             | Chili - Argentine | 0-1             | (Match de groupe de la Copa América 1991) (Groupe A)                             |
| 68 | 19 juillet 1991   | Santiago             | Chili - Argentine | 0-0             | (Tour final de la Copa América 1991)                                             |
| 69 | 18 mai 1994       | Santiago             | Chili - Argentine | 3-3             | Match amical                                                                     |
| 70 | 16 novembre 1994  | Santiago             | Chili - Argentine | 0-3             | Match amical                                                                     |
| 71 | 11 juillet 1995   | Paysandú             | Argentine - Chili | 4-0             | (Match de groupe de la Copa América 1995) (Groupe C)                             |
| 72 | 15 décembre 1996  | Buenos Aires         | Argentine - Chili | 1-1             | Qualifications CdM 1998                                                          |
| 73 | 14 juin 1997      | Cochabamba           | Argentine - Chili | 2-0             | (Match de groupe de la Copa América 1997) (Groupe A)                             |
| 74 | 10 septembre 1997 | Santiago             | Chili - Argentine | 1-2             | Qualifications CdM 1998                                                          |
| 75 | 19 mai 1998       | Mendoza              | Argentine - Chili | 1-0             | Match amical                                                                     |
| 76 | 29 mars 2000      | Buenos Aires         | Argentine-Chili   | 4-1             | Tours préliminaires à la Coupe du monde de football 2002 : zone Amérique du Sud  |
| 77 | 15 novembre 2000  | Santiago             | Argentine-Chili   | 2-0             | Tours préliminaires à la Coupe du monde de football 2002 : zone Amérique du Sud  |
| 78 | 6 septembre 2003  | Buenos Aires         | Argentine - Chili | 2-2             | Phase qualificative de la Coupe du monde de football 2006 : zone Amérique du Sud |
| 79 | 13 octobre 2004   | Santiago             | Chili - Argentine | 0-0             | Phase qualificative de la Coupe du monde de football 2006 : zone Amérique du Sud |
| 80 | 13 octobre 2007   | Buenos Aires         | Argentine-Chili   | 2-0             | Éliminatoires de la Coupe du monde de football 2010 : zone Amérique du Sud       |
| 81 | 18 avril 2007     | Mendoza              | Argentine - Chili | 0-0             | Match amical                                                                     |
| 82 | 15 octobre 2008   | Santiago             | Argentine-Chili   | 0-1             | Éliminatoires de la Coupe du monde de football 2010 : zone Amérique du Sud       |
| 83 | 7 octobre 2011    | Buenos Aires         | Argentine - Chili | 4-1             | Éliminatoires de la Coupe du monde de football 2014 : zone Amérique du Sud       |
| 84 | 16 octobre 2012   | Santiago             | Chili - Argentine | 1-2             | Éliminatoires de la Coupe du monde de football 2014 : zone Amérique du Sud       |
| 85 | 4 juillet 2015    | Santiago             | Chili - Argentine | 0-0 (tab : 4-1) | Copa América 2015 (Finale)                                                       |
| 86 | 24 mars 2016      | Santiago             | Chili - Argentine | 1-2             | Éliminatoires de la Coupe du monde de football 2018 : zone Amérique du Sud       |
| 87 | 6 juin 2016       | Santa Clara          | Argentine - Chili | 2-1             | Copa América Centenario (groupe D)                                               |
| 88 | 26 juin 2016      | East Rutherford      | Argentine - Chili | 0-0 (tab : 2-4) | Copa América Centenario (Finale)                                                 |
| 89 | 23 mars 2017      | Buenos Aires         | Argentine - Chili | 1-0             | Éliminatoires de la Coupe du monde de football 2018 : zone Amérique du Sud       |
| 90 | 6 juillet 2019    | São Paulo            | Argentine-Chili   | 2-1             | Copa América 2019 (match pour la 3e place)                                       |
| 91 | 5 septembre 2019  | Los Angeles          | Chili - Argentine | 0-0             | Match amical                                                                     |
| 92 | 3 juin 2021       | Santiago del Estereo | Argentine-Chili   | 1-1             | Éliminatoires de la zone Amérique du Sud de la Coupe du monde de football 2022   |
| 93 | 14 juin 2021      | Rio de Janeiro       | Argentine-Chili   | 1-1             | Copa América 2021 (groupe A)                                                     |
| 94 | 27 janvier 2022   | Calama               | Chili-Argentine   | 1-2             | Éliminatoires de la zone Amérique du Sud de la Coupe du monde de football 2022   |
| 95 | 25 Juin 2024      | East Rutherford      | Chili - Argentine | 0-1             | Copa America 2024 (groupe A)                                                     |
| 96 | 5 Septembre 2024  | Buenos Aires         | Argentine - Chili | 3-0             | FIFA 2026 Qualification                                                          |
| 97 | 4 Juin 2025       | Santiago             | Chili - Argentine | 0-1             | FIFA 2026 Qualification                                                          |

#### Bilan
- Total de matchs disputés : 96
- Victoires de l'équipe d'Argentine :
- Victoires de l'équipe du Chili : 5
- Match nul : 26
- Buts marqués par l'Argentine : 201
- Buts marqués par le Chili : 74

### Chine
| # | Date            | Lieu     | Match             | Score | Compétition  |
| 1 | 20 janvier 1984 | Calcutta | Argentine - Chine | 0-1   | Match amical |

#### Bilan
- Total de matchs disputés : 1
- Victoire de l'Argentine : 0
- Victoire de la Chine : 1
- Match nul : 0

### Colombie
Confrontations entre l'Argentine et la Colombie en matchs officiels.
| #  | Date              | Lieu                    | Match                 | Score             | Compétition                                                                    |
| -- | ----------------- | ----------------------- | --------------------- | ----------------- | ------------------------------------------------------------------------------ |
| 1  | 7 février 1945    | Santiago                | Argentine - Colombie  | 3-0               | Copa América 1945                                                              |
| 2  | 18 décembre 1947  | Guayaquil               | Argentine - Colombie  | 6-0               | Copa América 1947                                                              |
| 3  | 13 mars 1957      | Lima                    | Argentine - Colombie  | 6-2               | Copa América 1957                                                              |
| 4  | 10 mars 1963      | Cochabamba              | Argentine - Colombie  | 4-2               | Copa América 1963                                                              |
| 5  | 22 juin 1972      | Profesor Salvador Mazza | Argentine - Colombie  | 4-1               | Match amical                                                                   |
| 6  | 24 août 1984      | Bogota                  | Colombie - Argentine  | 1-0               | Match amical                                                                   |
| 7  | 2 juin 1985       | Bogota                  | Colombie - Argentine  | 1-3               | Qualifications CdM 1986                                                        |
| 8  | 16 juin 1985      | Buenos Aires            | Argentine - Colombie  | 1-0               | Qualifications CdM 1986                                                        |
| 9  | 11 juillet 1987   | Buenos Aires            | Colombie - Argentine  | 2-1               | Copa América 1987                                                              |
| 10 | 9 mars 1989       | Barranquilla            | Colombie - Argentine  | 1-0               | Match amical                                                                   |
| 11 | 21 juillet 1991   | Santiago                | Argentine - Colombie  | 2-1               | Copa América 1991                                                              |
| 12 | 23 juin 1993      | Guayaquil               | Argentine - Colombie  | 1-1               | Copa América 1993                                                              |
| 13 | 1er juillet 1993  | Guayaquil               | Colombie - Argentine  | 0-0 a.p., 5-6 tab | Copa América 1993                                                              |
| 14 | 15 août 1993      | Barranquilla            | Colombie - Argentine  | 2-1               | Qualifications CdM 1994                                                        |
| 15 | 5 septembre 1993  | Buenos Aires            | Argentine - Colombie  | 0-5               | Qualifications CdM 1994                                                        |
| 16 | 11 octobre 1995   | Buenos Aires            | Argentine - Colombie  | 0-0               | Match amical                                                                   |
| 17 | 12 février 1997   | Barranquilla            | Colombie - Argentine  | 0-1               | Qualifications CdM 1998                                                        |
| 18 | 16 novembre 1997  | Buenos Aires            | Argentine - Colombie  | 1-1               | Qualifications CdM 1998                                                        |
| 19 | 4 juillet 1999    | Luque                   | Argentine - Colombie  | 0-3               | Copa América 1999                                                              |
| 20 | 13 octobre 1999   | La Plata                | Argentine - Colombie  | 2-1               | Match amical                                                                   |
| 21 | 29 juin 2000      | Bogota                  | Colombie - Argentine  | 1-3               | Qualifications CdM 2002                                                        |
| 22 | 3 juin 2001       | Buenos Aires            | Argentine - Colombie  | 3-0               | Qualifications CdM 2002                                                        |
| 23 | 19 novembre 2003  | Barranquilla            | Colombie - Argentine  | 1-1               | Qualifications CdM 2006                                                        |
| 24 | 27 juin 2004      | Miami                   | Argentine - Colombie  | 0-2               | Match amical                                                                   |
| 25 | 20 juillet 2004   | Lima                    | Argentine - Colombie  | 3-0               | Copa América 2004                                                              |
| 26 | 30 mars 2005      | Buenos Aires            | Argentine - Colombie  | 0-1               | Qualifications CdM 2006                                                        |
| 27 | 2 juillet 2007    | Maracaibo               | Argentine - Colombie  | 4-2               | Copa América 2007                                                              |
| 28 | 20 novembre 2007  | Bogota                  | Colombie - Argentine  | 2-1               | Qualifications CdM 2010                                                        |
| 29 | 6 juin 2009       | Buenos Aires            | Argentine - Colombie  | 1-0               | Qualifications CdM 2010                                                        |
| 30 | 6 juillet 2011    | Córdoba                 | Argentine - Colombie  | 0-0               | Copa América 2011 (groupe A)                                                   |
| 31 | 15 novembre 2011  | Barranquilla            | Colombie - Argentine  | 1-2               | Éliminatoires de la Coupe du monde de football 2014 : zone Amérique du Sud     |
| 32 | 7 juin 2013       | Buenos Aires            | Argentine - Colombi   | 0-0               | Éliminatoires de la Coupe du monde de football 2014 : zone Amérique du Sud     |
| 33 | 26 juin 2015      | Viña del Mar            | Argentine - Colombie  | 0-0 (tab : 5-4)   | Copa América 2015 (Quart de finale)                                            |
| 34 | 17 novembre 2015  | Barranquilla            | Colombie - 'Argentine | 0-1               | Éliminatoires de la Coupe du monde de football 2018 : zone Amérique du Sud     |
| 35 | 16 novembre 2016  | San Juan                | Argentine - Colombie  | 3-0               | Éliminatoires de la Coupe du monde de football 2018 : zone Amérique du Sud     |
| 36 | 11 septembre 2018 | East Rutherford         | Colombie - Argentine  | 0-0               | Match amical                                                                   |
| 37 | 15 juin 2019      | Salvador                | Argentine - Colombie  | 0-2               | Copa América 2019 (groupe B)                                                   |
| 38 | 9 juin 2021       | Barranquilla            | Colombie - Argentine  | 2-2               | Éliminatoires de la zone Amérique du Sud de la Coupe du monde de football 2022 |
| 39 | 7 juillet 2021    | Brasília                | Colombie - Argentine  | 1-1 (2-3)         | Copa América 2021 (Demi-finale)                                                |
| 40 | 1er février 2022  | Córdoba                 | Argentine - Colombie  | 1-0               | Éliminatoires de la zone Amérique du Sud de la Coupe du monde de football 2022 |
| 41 | 14 Juillet 2024   | Miami                   | Argentine - Colombie  | 1-0               | Copa America 2024 (Finale)                                                     |
| 42 | 10 Septembre 2024 | Barranquilla            | Colombie - Argentine  | 2-1               | FIFA 2026 Q                                                                    |
| 43 | 10 Juin 2025      | Córdoba                 | Argentine - Colombie  | 1-1               | FIFA 2026 Q                                                                    |

#### Bilan
- Total de matchs disputés : 43
- Victoires de l'équipe d'Argentine : 22
- Victoires de l'équipe de Colombie : 9
- Matchs nuls : 12

- Total de buts marqués par l'équipe de Colombie : 40
- Total de buts marqués par l'équipe d'Argentine : 74

### Corée du Sud
| # | Date         | Lieu          | Match                    | Score | Compétition                                |
| 1 | 2 juin 1986  | Mexico        | Argentine - Corée du Sud | 3-1   | Coupe du monde 1986 (Groupe A)             |
| 2 | 11 juin 2003 | Séoul         | Corée du Sud - Argentine | 0-1   | Match amical                               |
| 3 | 17 juin 2010 | Johannesbourg | Argentine - Corée du Sud | 4-1   | Coupe du monde de football 2010 (Groupe B) |

Bilan
- Total de matchs disputés : 3
- Victoires de l'équipe de Corée du Sud : 0
- Victoires de l'équipe d'Argentine : 3
- Matchs nuls : 0
- Total de buts marqués par l'équipe de Corée du Sud : 2
- Total de buts marqués par l'équipe d'Argentine : 8

### Costa Rica
| # | Date            | Lieu        | Match                  | Score | Compétition                  |
| 1 | 6 mars 1956     | Mexico      | Argentine - Costa Rica | 4-3   | Match amical                 |
| 2 | 8 mars 1960     | San José    | Costa Rica - Argentine | 0-0   | Match amical                 |
| 3 | 15 mars 1960    | San José    | Costa Rica - Argentine | 0-2   | Match amical                 |
| 3 | 28 aout 1975    | Mexico      | Argentine - Costa Rica | 2-0   | Match amical                 |
| 4 | 26 janvier 2010 | San Juan    | Argentine - Costa Rica | 3-2   | Match amical                 |
| 5 | 29 mars 2011    | San José    | Costa Rica - Argentine | 0-0   | Match amical                 |
| 6 | 11 juillet 2011 | Cordoba     | Argentine - Costa Rica | 3-0   | Copa América 2011 (Groupe A) |
| 7 | 26 mars 2024    | Los Angeles | Argentine - Costa Rica | 3-1   | Match amical                 |

Bilan
- Total de matchs disputés : 7
- Victoire de l'équipe d'Argentine : 6
- Victoire de l'équipe du Costa Rica : 0
- Match nul : 2

### Côte d'Ivoire
| # | Date            | Lieu     | Match                     | Score | Compétition                                 |
| 1 | 16 octobre 1992 | Riyad    | Argentine - Côte d'Ivoire | 4-0   | Coupe des confédérations 1992 (Demi-finale) |
| 2 | 10 juin 2006    | Hambourg | Argentine - Côte d'Ivoire | 2-1   | Coupe du monde 2006 (groupe C)              |

Bilan
- Total de matchs disputés : 2
- Victoire de l'équipe d'Argentine : 2
- Victoire de l'équipe de Côte d'Ivoire : 0
- Match nul : 0
- Total de buts marqués par la Côte d'Ivoire : 1
- Total de buts marqués par l'Argentine : 6

### Croatie
| # | Date             | Lieu           | Match               | Score | Compétition                                |
| 1 | 4 juin 1994      | Zagreb         | Croatie - Argentine | 0-0   | Match amical                               |
| 2 | 26 juin 1998     | Bordeaux       | Argentine - Croatie | 1-0   | Coupe du monde de football 1998 (Groupe H) |
| 3 | 1er mars 2006    | Bâle           | Croatie - Argentine | 3-2   | Match amical                               |
| 4 | 12 novembre 2014 | Londres        | Croatie - Argentine | 1-2   | Match amical                               |
| 5 | 23 juin 2018     | Nijni Novgorod | Argentine - Croatie | 0-3   | Coupe du monde 2018 (Groupe D)             |
| 6 | 13 décembre 2022 | Lusail         | Argentine - Croatie | 3-0   | Coupe du monde 2022 (Demi-finale)          |

Bilan
- Total de matchs disputés : 6
- Victoires de la Croatie : 2
- Victoires de l'Argentine : 3
- Matchs nuls : 1

### Curaçao
| # | Date         | Lieu                | Match               | Score | Competition  |
| 1 | 28 mars 2023 | Santiago del Estero | Argentine - Curaçao | 7-0   | Match amical |

Bilan
- Total de matchs disputés : 1
- Victoires de l'Curaçao : 0
- Victoires de l'Argentine : 1
- Matchs nuls : 0

## D

### Danemark
| # | Date            | Lieu          | Match                | Score           | Compétition                            |
| 1 | 24 février 1993 | Mar del Plata | Argentine - Danemark | 1-1 (tab : 5-4) | Trophée Artemio Franchi                |
| 2 | 13 janvier 1995 | Riyad         | Danemark - Argentine | 2-0             | Coupe des confédérations 1995 (Finale) |

Bilan
- Total de matchs disputés : 2
- Victoire de l'équipe d'Argentine : 0
- Victoire de l'équipe du Danemark : 1
- Match nul : 1

## E

### Égypte

#### Confrontations
Confrontations entre l'Égypte et l'Argentine en matchs officiels.
| # | Date         | Lieu      | Match              | Score | Compétition                                 |
| 1 | 6 juin 1928  | Amsterdam | Argentine - Égypte | 6-0   | Jeux olympiques d'été de 1928 (demi-finale) |
| 2 | 26 mars 2008 | Le Caire  | Égypte - Argentine | 0-2   | Match amical                                |

#### Bilan
- Total de matchs disputés : 2
- Victoires de l'Argentine : 2
- Victoires de l'Égypte : 0
- Matchs nuls : 0
- Total de buts marqués par l'Argentine : 8
- Total de buts marqués par l'Égypte : 0

### Émirats arabes unis
| # | Date             | Lieu      | Match                           | Score | Compétition  |
| 1 | 16 novembre 2022 | Abou Dabi | Émirats arabes unis - Argentine | 0-5   | Match amical |

#### Bilan
- Total de matchs disputés : 1
- Victoires de l'Argentine : 1
- Victoires de l'Émirats arabes unis : 0
- Matchs Nuls : 0

### Équateur
| #  | Date              | Lieu            | Match                | Score    | Compétition                                                                      |
| 1  | 16 février 1941   | Santiago        | Argentine - Équateur | 6-1      | (Match de la Copa América 1941)                                                  |
| 2  | 22 janvier 1942   | Montevideo      | Argentine - Équateur | 12-0     | (Match de la Copa América 1942)                                                  |
| 3  | 31 janvier 1945   | Santiago        | Argentine - Équateur | 4-2      | (Match de la Copa América 1945)                                                  |
| 4  | 25 décembre 1947  | Guayaquil       | Équateur - Argentine | 0-2      | (Match de la Copa América 1947)                                                  |
| 5  | 9 mars 1955       | Santiago        | Argentine - Équateur | 4-0      | (Match de la Copa América 1955)                                                  |
| 6  | 17 mars 1957      | Lima            | Argentine - Équateur | 3-0      | (Match de la Copa América 1957)                                                  |
| 7  | 12 décembre 1959  | Guayaquil       | Équateur - Argentine | 1-1      | (Match de la Copa América 1959 (Équateur)                                        |
| 8  | 4 décembre 1960   | Guayaquil       | Équateur - Argentine | 3-6      | (Qualification pour la Coupe du monde 1962)                                      |
| 9  | 17 décembre 1960  | Buenos Aires    | Argentine - Équateur | 5-0      | (Qualifications pour la Coupe du monde 1962)                                     |
| 10 | 20 mars 1963      | Cochabamba      | Argentine - Équateur | 4-2      | (Match de la Copa América 1963)                                                  |
| 11 | 10 août 1983      | Quito           | Équateur - Argentine | 2-2      | Copa América 1983 (Match Aller Groupe B)                                         |
| 12 | 7 septembre 1983  | Buenos Aires    | Argentine - Équateur | 2-2      | Copa América 1983 (Match Retour Groupe B)                                        |
| 13 | 2 juillet 1987    | Buenos Aires    | Argentine - Équateur | 3-0      | Copa América 1987 (Groupe A)                                                     |
| 14 | 13 avril 1989     | Guayaquil       | Équateur - Argentine | 2-2      | Match amical                                                                     |
| 15 | 4 juillet 1989    | Goiânia         | Argentine - Équateur | 0-0      | Copa América 1989 (Groupe B)                                                     |
| 16 | 25 mai 1994       | Guayaquil       | Équateur - Argentine | 1-0      | Match amical                                                                     |
| 17 | 2 juin 1996       | Quito           | Équateur - Argentine | 2-0      | Qualification pour la Coupe du monde 1998 : zone Amérique du Sud                 |
| 18 | 30 avril 1997     | Buenos Aires    | Argentine - Équateur | 2-1      | Qualification pour la Coupe du monde 1998 : zone Amérique du Sud                 |
| 19 | 11 juin 1997      | Cochabamba      | Argentine - Équateur | 0-0      | Copa América 1997 (Groupe A)                                                     |
| 20 | 1er juillet 1999  | Luque           | Argentine - Équateur | 3-1      | Copa América 1999 (Groupe C)                                                     |
| 21 | 19 juillet 2000   | Buenos Aires    | Argentine - Équateur | 2-0      | Tours préliminaires à la Coupe du monde de football 2002 : zone Amérique du Sud  |
| 22 | 15 août 2001      | Quito           | Équateur - Argentine | 0-2      | Tours préliminaires à la Coupe du monde de football 2002 : zone Amérique du Sud  |
| 23 | 30 mars 2004      | Buenos Aires    | Argentine - Équateur | 1-0      | Phase qualificative de la Coupe du monde de football 2006 : zone Amérique du Sud |
| 24 | 7 juillet 2004    | Chiclayo        | Argentine - Équateur | 6-1      | Copa América 2004                                                                |
| 25 | 4 juin 2005       | Quito           | Équateur - Argentine | 2-0      | Phase qualificative de la Coupe du monde de football 2006 : zone Amérique du Sud |
| 26 | 15 juin 2008      | Buenos Aires    | Argentine - Équateur | 1-1      | Éliminatoires de la Coupe du monde de football 2010 : zone Amérique du Sud       |
| 27 | 10 juin 2009      | Quito           | Équateur - Argentine | 2-0      | Éliminatoires de la Coupe du monde de football 2010 : zone Amérique du Sud       |
| 28 | 20 avril 2011     | Mar del Plata   | Argentine - Équateur | 2-2      | Match amical                                                                     |
| 29 | 2 juin 2012       | Buenos Aires    | Argentine - Équateur | 4-0      | Éliminatoires de la coupe du monde de football 2014 : Zone Amérique du Sud       |
| 30 | 11 juin 2013      | Quito           | Équateur - Argentine | 1-1      | Éliminatoires de la coupe du monde de football 2014 : Zone Amérique du Sud       |
| 31 | 15 novembre 2013  | East Rutherford | Équateur - Argentine | 0-0      | Match amical                                                                     |
| 32 | 31 mars 2015      | East Rutherford | Argentine - Équateur | 2-1      | Match amical                                                                     |
| 33 | 8 octobre 2015    | Buenos Aires    | Argentine - Équateur | 0-2      | Éliminatoires de la Coupe du monde de football 2018 : zone Amérique du Sud       |
| 34 | 10 octobre 2017   | Quito           | Équateur - Argentine | 1-3      | Éliminatoires de la Coupe du monde de football 2018 : zone Amérique du Sud       |
| 35 | 13 octobre 2019   | Elche           | Argentine - Équateur | 6-1      | Match amical                                                                     |
| 36 | 9 octobre 2020    | Buenos Aires    | Argentine - Équateur | 1-0      | Éliminatoires de la zone Amérique du Sud de la Coupe du monde de football 2022   |
| 37 | 5 juillet 2021    | Goiânia         | Argentine - Équateur | 3-0      | Copa América 2021                                                                |
| 38 | 29 mars 2022      | Quito           | Équateur - Argentine | 1-1      | Éliminatoires de la zone Amérique du Sud de la Coupe du monde de football 2022   |
| 39 | 7 septembre 2023  | Buenos Aires    | Argentine - Équateur | 1-0      | Éliminatoires de la zone Amérique du Sud de la Coupe du monde de football 2026   |
| 40 | 9 juin 2024       | Chicago         | Argentine - Équateur | 1-0      | Match amical                                                                     |
| 41 | 4 Juillet 2025    | Houston         | Argentine - Équateur | 1-1(4-2) | Copa America 2024 (4 De finale)                                                  |
| 42 | 13 Septembre 2024 | Guayaquil       | Équateur - Argentine |          | Éliminatoires de la zone Amérique du Sud de la Coupe du monde de football 2026   |

Bilan
- Total de matchs disputés : 41
- Victoires de l'équipe d’Équateur : 6
- Victoires de l'équipe d'Argentine : 26
- Matchs nuls : 11
- Total de buts marqués par l'équipe d’Équateur : 38
- Total de buts marqués par l'équipe d'Argentine : 103

### Espagne
| #  | Date              | Lieu         | Match               | Score | Compétition         |
| 1  | 7 décembre 1952   | Madrid       | Espagne - Argentine | 0-1   | Match amical        |
| 2  | 5 juillet 1953    | Buenos Aires | Argentine - Espagne | 1-0   | Match amical        |
| 3  | 24 juillet 1960   | Buenos Aires | Argentine - Espagne | 2-0   | Match amical        |
| 4  | 11 juin 1961      | Séville      | Espagne - Argentine | 2-0   | Match amical        |
| 5  | 13 juillet 1966   | Birmingham   | Argentine - Espagne | 2-1   | Coupe du monde 1966 |
| 6  | 11 octobre 1972   | Madrid       | Espagne-Argentine   | 1-0   | Match amical        |
| 7  | 12 octobre 1974   | Buenos Aires | Argentine - Espagne | 1-1   | Match amical        |
| 8  | 12 octobre 1988   | Séville      | Espagne - Argentine | 1-1   | Match amical        |
| 9  | 20 septembre 1995 | Madrid       | Espagne - Argentine | 2-1   | Match amical        |
| 10 | 17 novembre 1999  | Séville      | Espagne - Argentine | 0-2   | Match amical        |
| 11 | 11 octobre 2006   | Murcie       | Espagne-Argentine   | 2-1   | Match amical        |
| 12 | 14 novembre 2009  | Madrid       | Espagne - Argentine | 2-1   | Match amical        |
| 13 | 7 septembre 2010  | Buenos Aires | Argentine - Espagne | 4-1   | Match amical        |
| 14 | 27 mars 2018      | Madrid       | Espagne - Argentine | 6-1   | Match amical        |

Bilan
- Total de matchs disputés : 14
- Victoire de l'équipe d' Argentine : 6
- Victoire de l'équipe d'Espagne : 6
- Match nul : 2

### Estonie
| # | Date        | Lieu      | Match               | Score | Compétition  |
| 1 | 5 juin 2022 | Pampelune | Estonie - Argentine | 0-5   | Match amical |

Bilan
- Total de matchs disputés : 1
- Victoire de l'équipe d' Argentine : 1
- Victoire de l'équipe d'Estonie : 0
- Match nul : 0

### États-Unis
| #  | Date            | Lieu       | Match                  | Score | Compétition                                           |
| 1  | 30 mai 1928     | Amsterdam  | Argentine - États-Unis | 11-2  | Football aux Jeux olympiques d'été de 1928 (1er tour) |
| 2  | 26 juillet 1930 | Montevideo | Argentine - États-Unis | 6-1   | Coupe du monde 1930 (Demi-finale)                     |
| 3  | 21 août 1975    | Mexico     | Argentine - États-Unis | 6-0   | Match amical                                          |
| 4  | 19 mai 1991     | Palo Alto  | États-Unis - Argentine | 0-1   | Match amical                                          |
| 5  | 14 juillet 1995 | Paysandú   | Argentine - États-Unis | 0-3   | Copa América 1995 (groupe C)                          |
| 6  | 13 juin 1999    | Washington | États-Unis - Argentine | 1-0   | Match amical                                          |
| 7  | 8 février 2003  | Miami      | États-Unis - Argentine | 0-1   | Match amical                                          |
| 8  | 28 juin 2007    | Maracaibo  | Argentine - États-Unis | 4-1   | Copa América 2007 (groupe C)                          |
| 9  | 8 juin 2008     | New York   | États-Unis - Argentine | 0-0   | Match amical                                          |
| 10 | 26 mars 2011    | New York   | États-Unis - Argentine | 1-1   | Match amical                                          |
| 11 | 21 juin 2016    | Houston    | États-Unis - Argentine | 0-4   | Copa América Centenario (Demi-finale)                 |

Bilan
- Total de matchs disputés : 11
- Victoires de l'équipe d'Argentine : 7
- Victoires de l'équipe des États-Unis : 2
- Match nul : 2

## F

### France
| #  | Date             | Lieu         | Match              | Score         | Compétition                        |
| 1  | 15 juillet 1930  | Montevideo   | Argentine - France | 1-0           | Coupe du monde 1930 (Groupe A)     |
| 2  | 3 juin 1965      | Paris        | France - Argentine | 0-0           | amical                             |
| 3  | 8 janvier 1971   | Buenos Aires | Argentine - France | 3-4           | amical                             |
| 4  | 12 janvier 1971  | Buenos Aires | Argentine - France | 2-0           | amical                             |
| 5  | 25 juin 1972     | Salvador     | Argentine - France | 0-0           | Coupe de l'Indépendance            |
| 6  | 18 mai 1974      | Paris        | France - Argentine | 0-1           | amical                             |
| 7  | 26 juin 1977     | Buenos Aires | Argentine - France | 0-0           | amical                             |
| 8  | 6 juin 1978      | Buenos Aires | Argentine - France | 2-1           | Coupe du monde 1978                |
| 9  | 26 mars 1986     | Paris        | France - Argentine | 2-0           | amical                             |
| 10 | 7 février 2007   | Saint-Denis  | France - Argentine | 0-1           | amical                             |
| 11 | 11 février 2009  | Marseille    | France - Argentine | 0-2           | amical                             |
| 12 | 30 juin 2018     | Kazan        | France - Argentine | 4-3           | Coupe du monde 2018 (8e de finale) |
| 13 | 18 décembre 2022 | Lusail       | Argentine - France | 3-3 4-2 t.a.b | Coupe du monde 2022 (finale)       |

#### Bilan
- Total de matchs disputés : 13
- Victoires de l'équipe de France : 3
- Victoires de l'équipe d'Argentine : 6
- Matchs nuls : 4
- Total de buts marqués par l'équipe de France : 14
- Total de buts marqués par l'équipe d'Argentine : 18

## G

### Ghana
| # | Date              | Lieu    | Match             | Score | Compétition  |
| 1 | 30 septembre 2009 | Córdoba | Argentine - Ghana | 2-0   | Match amical |

Bilan
- Total de matchs disputés : 1
- Victoires de l'équipe du Ghana : 0
- Victoires de l'équipe d'Argentine : 1
- Matchs nuls : 0
- Total de buts marqués par l'équipe du Ghana : 0
- Total de buts marqués par l'équipe d'Argentine : 2

### Grèce
| # | Date         | Lieu       | Match             | Score | Compétition                                   |
| 1 | 21 juin 1994 | Foxborough | Argentine - Grèce | 4-0   | Coupe du monde de Football de 1994 (Groupe D) |
| 2 | 22 juin 2010 | Polokwane  | Grèce - Argentine | 0-2   | Coupe du monde de Football de 2010 (Groupe B) |

Bilan
- Total de matchs disputés : 2
- Victoires de l'équipe de Grèce : 0
- Victoires de l'équipe d'Argentine : 2
- Matchs nuls : 0
- Total de buts marqués par l'équipe de Grèce : 0
- Total de buts marqués par l'équipe d'Argentine : 6

### Guatemala
Confrontations en matchs officiels entre le Guatemala et l'Argentine :
|   | Date             | Lieu        | Match                 | Score | Compétition  |
| - | ---------------- | ----------- | --------------------- | ----- | ------------ |
| 1 | 14 juin 2013     | Guatemala   | Guatemala - Argentine | 0-4   | Match amical |
| 2 | 7 septembre 2018 | Los Angeles | Argentine - Guatemala | 3-0   | Match amical |
| 3 | 14 juin 2024     | Landover    | Argentine - Guatemala | 4-1   | Match amical |

#### Bilan
Au 25 juin 2024 :
- Total de matchs disputés : 3
- Victoires de l'équipe du Guatemala : 0
- Victoires de l'équipe d'Argentine : 3
- Matchs nuls : 0
- Total de buts marqués par l'équipe du Guatemala : 1
- Total de buts marqués par l'équipe d'Argentine : 11

## H

### Haïti
| # | Date         | Lieu         | Match             | Score | Compétition                    |
| 1 | 23 juin 1974 | Munich       | Argentine - Haïti | 4-1   | Coupe du monde 1974 (Groupe 4) |
| 2 | 5 mai 2010   | Cutral Có    | Argentine - Haïti | 4-0   | Match amical                   |
| 3 | 29 mai 2018  | Buenos Aires | Argentine - Haïti | 4-0   | Match amical                   |

Bilan
- Total de matchs disputés : 3
- Victoires de l'équipe d'Argentine : 3
- Victoires de l'équipe d'Haïti : 0
- Matchs nuls : 0
- Total de buts marqués par l'équipe d'Argentine : 12
- Total de buts marqués par l'équipe d'Haïti : 1

### Honduras

#### Confrontations
Confrontations en matchs officiels entre le Honduras et  l'Argentine :
| # | Date              | Lieu           | Match                | Score | Compétition  |
| - | ----------------- | -------------- | -------------------- | ----- | ------------ |
| 1 | 31 janvier 2003   | San Pedro Sula | Honduras - Argentine | 1-3   | Match amical |
| 2 | 27 mai 2016       | San Juan       | Argentine - Honduras | 1-0   | Match amical |
| 3 | 23 septembre 2022 | Miami Gardens  | Argentine - Honduras | 3-0   | Match amical |

#### Bilan
Au 26 septembre 2022 :
- Total de matchs disputés : 3
- Victoires de l'équipe d'Argentine : 3
- Victoires de l'équipe du Honduras : 0
- Matchs nuls : 0
- Total de buts marqués par l'équipe d'Argentine : 5
- Total de buts marqués par l'équipe du Honduras : 1

### Hong Kong

#### Confrontations
Confrontations entre Hong Kong et l'Argentine en matchs officiels.
|   | Date            | Lieu      | Match                 | Score | Compétition  |
| - | --------------- | --------- | --------------------- | ----- | ------------ |
| 1 | 14 octobre 2014 | Hong Kong | Hong Kong - Argentine | 0-7   | Match amical |

#### Bilan
- Total de matchs disputés : 1
- Victoires de l'Argentine : 1
- Victoires de Hong Kong : 0
- Matchs nuls : 0
- Total de buts marqués par l'Argentine : 7
- Total de buts marqués par Hong Kong : 0

### Hongrie
| # | Date            | Lieu         | Match               | Score | Compétition                    |
| 1 | 6 juin 1962     | Rancagua     | Argentine - Hongrie | 0-0   | Coupe du monde 1962 (Groupe D) |
| 2 | 27 mars 1976    | Budapest     | Hongrie - Argentine | 2-0   | Match amical                   |
| 3 | 27 février 1977 | Buenos Aires | Argentine - Hongrie | 5-1   | Match amical                   |
| 4 | 2 juin 1978     | Buenos Aires | Argentine - Hongrie | 2-1   | Coupe du monde 1978 (Groupe 1) |
| 5 | 18 juin 1982    | Alicante     | Argentine - Hongrie | 4-1   | Coupe du monde 1982 (Groupe 3) |
| 6 | 19 février 1991 | Rosario      | Argentine - Hongrie | 2-0   | Match amical                   |
| 7 | 17 aout 2005    | Budapest     | Hongrie - Argentine | 1-2   | Match amical                   |

Bilan
- Total de matchs disputés : 7
- Victoires de l'équipe d'Argentine : 5
- Victoires de l'équipe de Hongrie : 1
- Matchs nuls : 1
- Total de buts marqués par l'équipe d'Argentine : 15
- Total de buts marqués par l'équipe de Hongrie : 6

## I

### Inde
Confrontations entre l'Inde et l'Argentine
| # | Date            | Lieu     | Match            | Score | Compétition  |
| - | --------------- | -------- | ---------------- | ----- | ------------ |
| 1 | 14 janvier 1984 | Calcutta | Inde - Argentine | 0-1   | Match amical |

#### Bilan
- Total de matchs disputés : 1
- Victoires de l'équipe d'Inde : 0
- Victoires de l'équipe d'Argentine : 1
- Matchs nuls : 0

### Indonésie
Confrontations entre l'Indonésie et l'Argentine
| # | Date         | Lieu    | Match                 | Score | Compétition  |
| - | ------------ | ------- | --------------------- | ----- | ------------ |
| 1 | 19 juin 2023 | Jakarta | Indonésie - Argentine | 0-2   | Match amical |

#### Bilan
- Total de matchs disputés : 1
- Victoires de l'Indonésie : 0
- Victoires de l'équipe d'Argentine : 1
- Matchs nuls : 0

### Irak
Confrontations entre l'Irak et l'Argentine
| # | Date            | Lieu  | Match            | Score | Compétition  |
| - | --------------- | ----- | ---------------- | ----- | ------------ |
| 1 | 11 octobre 2018 | Riyad | Argentine - Irak | 4-0   | Match amical |

#### Bilan
- Total de matchs disputés : 1
- Victoires de l'Irak : 0
- Matchs nuls : 0
- Victoires de l'Argentine : 1
- Total de buts marqués par l'Irak : 0
- Total de buts marqués par l'Argentine : 4

### Iran
Confrontations entre l'Iran et l'Argentine
| # | Date         | Lieu           | Match            | Score | Compétition                    |
| - | ------------ | -------------- | ---------------- | ----- | ------------------------------ |
| 1 | 22 mars 1977 | Madrid         | Iran - Argentine | 1-1   | Match amical                   |
| 2 | 21 juin 2014 | Belo Horizonte | Argentine - Iran | 1-0   | Coupe du monde 2014 (Groupe F) |

#### Bilan
- Total de matchs disputés : 2
- Victoires de l'équipe d'Iran : 0
- Victoires de l'équipe d'Argentine : 1
- Matchs nuls : 1
- Total de buts marqués par l'équipe d'Argentine : 2
- Total de buts marqués par l'équipe d'Iran : 1

### Irlande
Confrontations entre l'Irlande et l'Argentine
| # | Date          | Lieu   | Match               | Score | Compétition  |
| - | ------------- | ------ | ------------------- | ----- | ------------ |
| 1 | 13 mai 1951   | Dublin | Irlande - Argentine | 0-1   | Match amical |
| 2 | 16 mai 1980   | Dublin | Irlande - Argentine | 0-1   | Match amical |
| 3 | 22 avril 1998 | Dublin | Irlande - Argentine | 0-2   | Match amical |
| 4 | 11 aout 2010  | Dublin | Irlande - Argentine | 0-1   | Match amical |

#### Bilan
- Total de matchs disputés : 4
- Victoires de l'équipe d'Irlande : 0
- Victoires de l'équipe d'Argentine : 4
- Matchs nuls : 0
- Total de buts marqués par l'équipe d'Argentine : 5
- Total de buts marqués par l'équipe d'Irlande : 0

### Irlande du Nord
| # | Date         | Lieu     | Match                       | Score | Compétition                    |
| 1 | 11 juin 1958 | Halmstad | Argentine - Irlande du Nord | 3-1   | Coupe du monde 1958 (Groupe A) |

#### Bilan
- Total de matchs disputés : 1
- Victoires de l'équipe d'Argentine : 1
- Matchs nuls : 0
- Victoires de l'équipe d'Irlande du Nord : 0
- Total de buts marqués par l'équipe d'Argentine : 3
- Total de buts marqués par l'équipe d'Irlande du Nord : 1

### Islande
|   | Date         | Lieu   | Match               | Score | Compétition                    |
| - | ------------ | ------ | ------------------- | ----- | ------------------------------ |
| 1 | 16 juin 2018 | Moscou | Argentine - Islande | 1-1   | Coupe du monde 2018 (Groupe D) |

#### Bilan
- Total de matchs disputés : 1
- Victoires de l'équipe d'Argentine :
- Matchs nuls : 1
- Victoires de l'équipe d'Islande :
- Total de buts marqués par l'équipe d'Argentine : 1
- Total de buts marqués par l'équipe d'Islande : 1

### Israël
Confrontations entre Israël et l'Argentine
| # | Date            | Lieu           | Match              | Score | Compétition  |
| - | --------------- | -------------- | ------------------ | ----- | ------------ |
| 1 | 20 février 1973 | Tel-Aviv-Jaffa | Israël - Argentine | 1-1   | Match amical |
| 2 | 4 mai 1986      | Tel-Aviv-Jaffa | Israël - Argentine | 2-7   | Match amical |
| 3 | 22 mai 1990     | Tel-Aviv-Jaffa | Israël - Argentine | 1-2   | Match amical |
| 4 | 31 mai 1994     | Tel-Aviv-Jaffa | Israël - Argentine | 0-3   | Match amical |
| 5 | 15 avril 1998   | Jérusalem      | Israël - Argentine | 2-1   | Match amical |

#### Bilan
- Total de matchs disputés : 5
- Victoires de l'équipe d'Israël : 1
- Victoires de l'équipe d'Argentine : 3
- Matchs nuls : 1
- Total de buts marqués par l'équipe d'Argentine : 14
- Total de buts marqués par l'équipe d'Israël : 6

### Italie
| #  | Date             | Lieu         | Match              | Score | Compétition                                  |
| -- | ---------------- | ------------ | ------------------ | ----- | -------------------------------------------- |
| 1  | 5 décembre 1954  | Rome         | Italie - Argentine | 2-0   | Match amical                                 |
| 2  | 24 juin 1956     | Buenos Aires | Argentine - Italie | 1-0   | Match amical                                 |
| 3  | 15 juin 1961     | Florence     | Italie - Argentine | 4-1   | Match amical                                 |
| 4  | 22 juin 1966     | Turin        | Italie - Argentine | 3-0   | Match amical                                 |
| 5  | 19 juin 1974     | Stuttgart    | Argentine - Italie | 1-1   | Coupe du monde 1974 (Groupe D)               |
| 6  | 10 juin 1978     | Buenos Aires | Argentine - Italie | 0-1   | Coupe du monde 1978 (Groupe A)               |
| 7  | 26 mai 1979      | Rome         | Italie-Argentine   | 2-2   | Match amical                                 |
| 8  | 29 juin 1982     | Barcelone    | Italie - Argentine | 2-1   | Coupe du monde 1982 (Second tour - Groupe 3) |
| 9  | 5 juin 1986      | Puebla       | Argentine - Italie | 1-1   | Coupe du monde 1986 (groupe A)               |
| 10 | 10 juin 1987     | Zurich       | Argentine - Italie | 1-3   | Match amical                                 |
| 11 | 21 décembre 1989 | Cagliari     | Italie - Argentine | 0-0   | Match amical                                 |
| 12 | 3 juillet 1990   | Naples       | Argentine - Italie | 1-1   | Coupe du monde 1990 (demi-finale)            |
| 13 | 28 février 2001  | Rome         | Italie - Argentine | 1-2   | Match amical                                 |
| 14 | 14 aout 2013     | Rome         | Italie - Argentine | 1-2   | Match amical                                 |
| 15 | 23 mars 2018     | Manchester   | Argentine - Italie | 2-0   | Match amical                                 |
| 16 | 1er juin 2022    | Londres      | Argentine - Italie | 3-0   | Finalissima 2022                             |

#### Bilan
- Total de matchs disputés : 16
- Victoires de l'équipe d'Argentine : 5
- Victoires de l'équipe d'Italie : 6
- Match nul : 5

## J

### Jamaïque
| # | Date              | Lieu          | Match                | Score | Compétition                    |
| 1 | 21 juin 1998      | Paris         | Argentine - Jamaïque | 5-0   | Coupe du monde 1998 (Groupe H) |
| 2 | 10 février 2010   | Mar del Plata | Argentine - Jamaïque | 2-1   | Amical                         |
| 3 | 20 juin 2015      | Viña del Mar  | Argentine - Jamaïque | 1-0   | Copa América 2015 (Groupe B)   |
| 4 | 27 septembre 2022 | Harrison      | Jamaïque - Argentine | 0-3   | Match amical                   |

Bilan
- Total de matchs disputés : 4
- Victoire de l'équipe d'Argentine :4
- Victoire de l'équipe de Jamaïque : 0
- Match nul : 0

### Japon
Confrontations entre l'Argentine et le Japon :
| # | Date             | Lieu     | Match             | Score | Compétition                               |
| 1 | 30 mai 1992      | Tokyo    | Japon - Argentine | 0-1   | Match amical                              |
| 2 | 8 janvier 1995   | Riyad    | Argentine - Japon | 5-1   | Coupe des confédérations 1995 (Groupe B)  |
| 3 | 14 juin 1998     | Toulouse | Argentine - Japon | 1-0   | Coupe du monde 1998 - 1er tour (Groupe H) |
| 4 | 20 novembre 2002 | Saitama  | Japon - Argentine | 0-2   | Match amical                              |
| 5 | 8 juin 2003      | Osaka    | Japon - Argentine | 1-4   | Match amical                              |
| 6 | 18 août 2004     | Shizuoka | Japon - Argentine | 1-2   | Match amical                              |
| 7 | 8 octobre 2010   | Saitama  | Japon - Argentine | 1-0   | Match amical                              |

Bilan
Total de matchs disputés : 7
- Victoires de l'équipe d'Argentine : 6
  - Total de buts marqués par l'équipe d'Argentine : 15
- Victoire de l'équipe du Japon : 1
  - Total de buts marqués par l'équipe du Japon : 4
- Match nul : 0

## L

### Libye
| # | Date          | Lieu    | Match             | Score | Compétition  |
| 1 | 30 avril 2003 | Tripoli | Libye - Argentine | 1-3   | Match amical |

Bilan
- Total de matchs disputés : 1
- Victoires de l'équipe de Libye : 0
- Victoires de l'équipe d'Argentine : 1
- Matchs nuls : 0
- Total de buts marqués par l'équipe de Libye : 1
- Total de buts marqués par l'équipe d'Argentine : 3

### Lituanie
| # | Date         | Lieu         | Match                | Score | Compétition  |
| 1 | 26 juin 1999 | Buenos Aires | Argentine - Lituanie | 0-0   | Match amical |

Bilan
- Total de matchs disputés : 1
- Victoires de l'équipe de Lituanie : 0
- Victoires de l'équipe d'Argentine : 0
- Matchs nuls : 1
- Total de buts marqués par l'équipe de Lituanie : 0
- Total de buts marqués par l'équipe d'Argentine : 0

## M

### Maroc
Confrontations entre l'Argentine et le Maroc :
| # | Date          | Lieu       | Match             | Score | Compétition  |
| - | ------------- | ---------- | ----------------- | ----- | ------------ |
| 1 | 20 avril 1994 | Salta      | Argentine - Maroc | 3-1   | Salta Cup    |
| 2 | 28 avril 2004 | Casablanca | Maroc - Argentine | 0-1   | Match amical |
| 3 | 26 mars 2019  | Tanger     | Maroc - Argentine | 0-1   | Match amical |

#### Bilan
Au 27 mars 2019 :
- Total de matchs disputés : 3
- Victoires de l'équipe d'Argentine : 3
- Victoires de l'équipe du Maroc : 0
- Match nul : 0
- Total de buts marqués par l'équipe du Maroc : 1
- Total de buts marqués par l'équipe d'Argentine : 5

### Mexique
Confrontations entre l'Argentine et le Mexique :
| #  | Date              | Lieu           | Match               | Score           | Compétition                                    |
| -- | ----------------- | -------------- | ------------------- | --------------- | ---------------------------------------------- |
| 1  | 19 juillet 1930   | Montevideo     | Argentine - Mexique | 6-3             | Coupe du monde 1930 (gr. A)                    |
| 2  | 13 mars 1956      | Mexico         | Mexique - Argentine | 0-0             | Championnat panaméricain de football 1956      |
| 3  | 10 mars 1960      | San José       | Mexique - Argentine | 2-3             | Championnat panaméricain de football 1960      |
| 4  | 17 mars 1960      | San José       | Mexique - Argentine | 0-2             | Championnat panaméricain de football 1960      |
| 5  | 28 mars 1962      | Buenos Aires   | Argentine - Mexique | 1-0             | Match amical                                   |
| 6  | 22 août 1967      | Mexico         | Mexique - Argentine | 2-1             | Match amical                                   |
| 7  | 6 février 1973    | Mexico         | Mexique - Argentine | 2-0             | Match amical                                   |
| 8  | 31 aout 1975      | Mexico         | Mexique - Argentine | 1-1             | Match amical                                   |
| 9  | 18 septembre 1984 | Monterrey      | Mexique - Argentine | 1-1             | Match amical                                   |
| 10 | 25 octobre 1984   | Buenos Aires   | Argentine - Mexique | 1-1             | Match amical                                   |
| 11 | 14 novembre 1985  | Los Angeles    | Mexique - Argentine | 1-1             | Match amical                                   |
| 12 | 17 novembre 1985  | Puebla         | Mexique - Argentine | 1-1             | Match amical                                   |
| 13 | 17 janvier 1990   | Los Angeles    | Mexique - Argentine | 2-0             | Match amical                                   |
| 14 | 13 mars 1991      | Buenos Aires   | Argentine - Mexique | 0-0             | Match amical                                   |
| 15 | 20 juin 1993      | Guayaquil      | Argentine - Mexique | 1-1             | Copa América 1993 (gr. C)                      |
| 16 | 4 juillet 1993    | Guayaquil      | Argentine - Mexique | 2-1             | Copa América 1993 (finale)                     |
| 17 | 10 février 1999   | Los Angeles    | Argentine - Mexique | 1-0             | Match amical                                   |
| 18 | 9 juin 1999       | Chicago        | Argentine - Mexique | 2-2             | Match amical                                   |
| 19 | 20 décembre 2000  | Los Angeles    | Mexique - Argentine | 0-2             | Match amical                                   |
| 20 | 4 février 2003    | Los Angeles    | Mexique - Argentine | 0-1             | Match amical                                   |
| 21 | 10 juillet 2004   | Chiclayo       | Mexique - Argentine | 1-0             | Copa América 2004 (gr. B)                      |
| 22 | 9 mars 2005       | Los Angeles    | Mexique - Argentine | 1-1             | Match amical                                   |
| 23 | 26 juin 2005      | Hanovre        | Argentine - Mexique | 1-1 (tab : 6-5) | Coupe des confédérations 2005 (demi-finale)    |
| 24 | 24 juin 2006      | Leipzig        | Argentine - Mexique | 2-1 a.p.        | Coupe du monde 2006 (1/8 finale)               |
| 25 | 11 juillet 2007   | Ciudad Guayana | Mexique - Argentine | 0-3             | Copa América 2007 (demi-finale)                |
| 26 | 5 juin 2008       | San Diego      | Mexique - Argentine | 1-4             | Match amical                                   |
| 27 | 27 juin 2010      | Johannesbourg  | Argentine -Mexique  | 3-1             | Coupe du monde 2010 (1/8 finale)               |
| 28 | 8 septembre 2015  | Dallas         | Mexique - Argentine | 2-2             | Match amical                                   |
| 29 | 16 novembre 2018  | Córdoba        | Argentine - Mexique | 2-0             | Match amical                                   |
| 30 | 20 novembre 2018  | Mendoza        | Argentine - Mexique | 2-0             | Match amical                                   |
| 31 | 10 septembre 2019 | San Antonio    | Mexique - Argentine | 0-4             | Match amical                                   |
| 32 | 26 novembre 2022  | Lusail         | Argentine - Mexique | 2-0             | Groupe C de la Coupe du monde de football 2022 |

#### Bilan
- Total de matchs disputés : 32
- Victoires de l'équipe du Mexique : 4
- Victoires de l'équipe d'Argentine : 16
- Matchs nuls : 12
- Total de buts marqués par l'équipe du Mexique : 28
- Total de buts marqués par l'équipe d'Argentine : 53

Les quatre rencontres entre les deux équipes en coupe du monde se sont soldées par des victoires de l'Argentine.

## N

### Nicaragua

#### Confrontations
Confrontations en matchs officiels entre le Nicaragua et l'Argentine :
| # | Date        | Lieu     | Match                 | Score | Compétition  |
| - | ----------- | -------- | --------------------- | ----- | ------------ |
| 1 | 7 juin 2019 | San Juan | Argentine - Nicaragua | 5-1   | Match amical |

#### Bilan
Au 14 juin 2019 :
- Total de matchs disputés : 1
- Victoires de l'Argentine : 1
- Victoires du Nicaragua : 0
- Matchs nuls : 0
- Total de buts marqués par l'Argentine : 5
- Total de buts marqués par le Nicaragua : 1

### Nigeria
| #  | Date             | Lieu              | Match               | Score | Compétition                                         |
| 1  | 25 juin 1994     | Foxborough        | Argentine - Nigeria | 2-1   | Coupe du monde 1994 (Groupe D)                      |
| 2  | 10 janvier 1995  | Riyad             | Argentine - Nigeria | 0-0   | Coupe des confédérations 1995 (Groupe B)            |
| 3  | 3 août 1996      | Athens            | Nigeria - Argentine | 3-2   | Football aux Jeux olympiques d'été de 1996 (finale) |
| 4  | 2 juin 2002      | Kashima           | Argentine - Nigeria | 1-0   | Coupe du monde 2002 (Groupe F)                      |
| 5  | 23 août 2008     | Pékin             | Nigeria - Argentine | 0-1   | Football aux Jeux olympiques d'été de 2008 (finale) |
| 6  | 12 juin 2010     | Johannesbourg     | Argentine - Nigeria | 1-0   | Coupe du monde de football 2010 (Groupe B)          |
| 7  | 1er juin 2011    | Abuja             | Nigeria - Argentine | 4-1   | Match amical                                        |
| 8  | 6 septembre 2011 | Dacca             | Argentine - Nigeria | 3-1   | Match amical                                        |
| 6  | 25 juin 2014     | Porto Alegre      | Nigeria - Argentine | 2-3   | Coupe du monde de football 2014 (Groupe F)          |
| 10 | 14 novembre 2017 | Krasnodar         | Argentine - Nigeria | 2-4   | Match amical                                        |
| 11 | 26 juin 2018     | Saint-Pétersbourg | Nigeria - Argentine | 1-2   | Coupe du monde 2018 (Groupe D)                      |

Bilan
- Total de matchs disputés : 10
- Victoire de l'équipe du Nigeria : 3
- Victoire de l'équipe d'Argentine : 7
- Match nul : 1
- Total de buts marqués par l'équipe du Nigeria : 16
- Total de buts marqués par l'équipe d'Argentine : 18

Les rencontres entre le Nigéria et l'Argentine constituent une des grands classiques des coupes du monde modernes, au premier tour. Les cinq confrontations entre les deux équipes en coupe du monde ont à chaque fois vu l'Argentine l'emporter, et ce par un but d'écart.

### Norvège
| # | Date          | Lieu | Match               | Score | Compétition  |
| 1 | 30 avril 1986 | Oslo | Norvège - Argentine | 1-0   | Match amical |
| 2 | 22 aout 2007  | Oslo | Norvège - Argentine | 2-1   | Match amical |

Bilan
- Total de matchs disputés : 2
- Victoire de l'équipe de Norvège : 2
- Victoire de l'équipe d'Argentine : 0
- Match nul : 0
- Total de buts marqués par l'équipe de Norvège : 3
- Total de buts marqués par l'équipe d'Argentine : 1

## P

### Panama
| # | Date         | Lieu         | Match              | Score | Compétition                        |
| 1 | 20 mai 2009  | Santa Fe     | Argentine - Panama | 3-1   | Match amical                       |
| 2 | 10 juin 2016 | Chicago      | Argentine - Panama | 5-0   | Copa América Centenario (groupe D) |
| 3 | 23 mars 2023 | Buenos Aires | Argentine - Panama | 2-0   | Match amical                       |

Bilan
- Total de matchs disputés : 3
- Victoires de l'Argentine : 3
- Victoires du Panama : 0
- Matchs nuls : 0

### Paraguay

#### Confrontations
Confrontations entre le Paraguay et l'Argentine en matchs officiels.
|     | Date               | Lieu           | Match                | Score | Compétition                                                                    |
| --- | ------------------ | -------------- | -------------------- | ----- | ------------------------------------------------------------------------------ |
| 1   | 11 mai 1919        | Asuncion       | Paraguay - Argentine | 1-5   | Match amical                                                                   |
| 2   | 15 mai 1919        | Asuncion       | Paraguay - Argentine | 0-3   | Match amical                                                                   |
| 3   | 20 mai 1919        | Asuncion       | Paraguay - Argentine | 1-2   | Match amical                                                                   |
| 4   | 24 mai 1919        | Asuncion       | Paraguay - Argentine | 1-2   | Match amical                                                                   |
| 5   | 7 avril 1921       | Asuncion       | Paraguay - Argentine | 3-1   | Match amical                                                                   |
| 6   | 14 avril 1921      | Asuncion       | Paraguay - Argentine | 2-2   | Match amical                                                                   |
| 7   | 16 octobre 1921    | Buenos Aires   | Argentine - Paraguay | 3-0   | Championnat sud-américain de football de 1921                                  |
| 8   | 18 octobre 1922    | Rio de Janeiro | Argentine - Paraguay | 2-0   | Championnat sud-américain de football de 1922                                  |
| 9   | 20 mai 1923        | Buenos Aires   | Argentine - Paraguay | 0-2   | Match amical                                                                   |
| 10  | 25 mai 1923        | Buenos Aires   | Argentine - Paraguay | 1-0   | Match amical                                                                   |
| 11  | 28 octobre 1923    | Montevideo     | Argentine - Paraguay | 4-3   | Championnat sud-américain de football de 1923                                  |
| 12  | 15 mai 1924        | Asuncion       | Paraguay - Argentine | 1-3   | Match amical                                                                   |
| 13  | 18 mai 1924        | Asuncion       | Paraguay - Argentine | 2-1   | Match amical                                                                   |
| 14  | 12 octobre 1924    | Montevideo     | Argentine - Paraguay | 0-0   | Championnat sud-américain de football de 1924                                  |
| 15  | 9 juillet 1925     | Buenos Aires   | Argentine - Paraguay | 1-1   | Match amical                                                                   |
| 16  | 13 juillet 1925    | Buenos Aires   | Argentine - Paraguay | 1-1   | Match amical                                                                   |
| 17  | 29 novembre 1925   | Buenos Aires   | Argentine - Paraguay | 2-0   | Championnat sud-américain de football de 1925                                  |
| 18  | 20 décembre 1925   | Buenos Aires   | Argentine - Paraguay | 3-1   | Championnat sud-américain de football de 1925                                  |
| 19  | 29 mai 1926        | Buenos Aires   | Argentine - Paraguay | 2-1   | Match amical                                                                   |
| 20  | 3 juin 1926        | Buenos Aires   | Argentine - Paraguay | 2-1   | Match amical                                                                   |
| 21  | 20 octobre 1926    | Santiago       | Argentine - Paraguay | 8-0   | Championnat sud-américain de football de 1926                                  |
| 22  | 10 novembre 1929   | Buenos Aires   | Argentine - Paraguay | 4-1   | Championnat sud-américain de football de 1929                                  |
| 23  | 19 avril 1931      | Asuncion       | Paraguay - Argentine | 0-1   | Match amical                                                                   |
| 24  | 25 avril 1931      | Asuncion       | Paraguay - Argentine | 1-1   | Match amical                                                                   |
| 25  | 4 juillet 1931     | Buenos Aires   | Argentine - Paraguay | 1-1   | Match amical                                                                   |
| 26  | 9 juillet 1931     | Buenos Aires   | Argentine - Paraguay | 3-1   | Match amical                                                                   |
| 27  | 9 janvier 1937     | Buenos Aires   | Argentine - Paraguay | 6-1   | Championnat sud-américain de football de 1937                                  |
| 28  | 14 aout 1939       | Asuncion       | Paraguay - Argentine | 0-1   | Match amical                                                                   |
| 29  | 16 aout 1939       | Asuncion       | Paraguay - Argentine | 2-2   | Match amical                                                                   |
| 30  | 18 février 1940    | Avellaneda     | Argentine - Paraguay | 3-1   | Match amical                                                                   |
| 31  | 25 février 1940    | San Martín     | Argentine - Paraguay | 4-0   | Match amical                                                                   |
| 32  | 11 janvier 1942    | Montevideo     | Argentine - Paraguay | 4-3   | Championnat sud-américain de football de 1942                                  |
| 33  | 10 juillet 1943    | Asuncion       | Paraguay - Argentine | 2-5   | Match amical                                                                   |
| 34  | 11 juillet 1943    | Asuncion       | Paraguay - Argentine | 2-1   | Match amical                                                                   |
| 35  | 6 janvier 1945     | Buenos Aires   | Argentine - Paraguay | 5-2   | Match amical                                                                   |
| 36  | 9 janvier 1945     | Buenos Aires   | Argentine - Paraguay | 5-3   | Match amical                                                                   |
| 37  | 7 juillet 1945     | Asuncion       | Paraguay - Argentine | 5-1   | Match amical                                                                   |
| 38  | 9 juillet 1945     | Asuncion       | Paraguay - Argentine | 1-3   | Match amical                                                                   |
| 39  | 12 janvier 1946    | Buenos Aires   | Argentine - Paraguay | 2-0   | Championnat sud-américain de football de 1946                                  |
| 40  | 2 décembre 1947    | Guayaquil      | Argentine - Paraguay | 6-0   | Championnat sud-américain de football de 1947                                  |
| 41  | 25 mars 1950       | Buenos Aires   | Argentine - Paraguay | 2-2   | Match amical                                                                   |
| 42  | 29 mars 1950       | Buenos Aires   | Argentine - Paragua  | 4-0   | Match amical                                                                   |
| 43  | 2 mars 1955        | Santiago       | Argentine - Paraguay | 5-3   | Championnat sud-américain de football de 1955                                  |
| 44  | 1er février 1956   | Montevideo     | Argentine - Paraguay | 1-0   | Championnat sud-américain de football de 1956                                  |
| 45  | 15 aout 1956       | Asuncion       | Paraguay - Argentine | 0-1   | Match amical                                                                   |
| 46  | 20 avril 1958      | Asuncion       | Paraguay - Argentine | 0-1   | Match amical                                                                   |
| 47  | 26 avril 1958      | Avellaneda     | Argentine - Paraguay | 2-0   | Match amical                                                                   |
| 48  | 22 mars 1959       | Buenos Aires   | Argentine - Paraguay | 3-1   | Championnat sud-américain de football de 1959 (Argentine)                      |
| 49  | 20 décembre 1959   | Guayaquil      | Argentine - Paraguay | 4-2   | Championnat sud-américain de football de 1959 (Équateur)                       |
| 50  | 9 juillet 1960     | Buenos Aires   | Argentine - Paraguay | 1-0   | Copa del Atlántico 1960                                                        |
| 51  | 17 mai 1961        | Asuncion       | Paraguay - Argentine | 0-0   | Match amical                                                                   |
| 52  | 12 octobre 1961    | Avellaneda     | Argentine - Paraguay | 5-1   | Match amical                                                                   |
| 53  | 31 mars 1963       | La Paz         | Argentine - Paraguay | 1-1   | Championnat sud-américain de football de 1963                                  |
| 54  | 15 octobre 1963    | Asuncion       | Paraguay - Argentine | 0-4   | Match amical                                                                   |
| 55  | 29 octobre 1963    | Buenos Aires   | Argentine - Paraguay | 2-3   | Match amical                                                                   |
| 56  | 25 octobre 1964    | Asuncion       | Paraguay - Argentine | 3-0   | Match amical                                                                   |
| 57  | 8 décembre 1964    | Buenos Aires   | Argentine - Paraguay | 8-1   | Match amical                                                                   |
| 58  | 1er aout 1965      | Buenos Aires   | Argentine - Paraguay | 3-0   | Qualifications pour la Coupe du monde 1966 (zone AmSud - groupe 3)             |
| 59  | 8 aout 1965        | Asuncion       | Paraguay - Argentine | 0-0   | Qualifications pour la Coupe du monde 1966 (zone AmSud - groupe 3)             |
| 60  | 18 janvier 1967    | Montevideo     | Argentine - Paraguay | 4-1   | Championnat sud-américain de football de 1967                                  |
| 61  | 13 octobre 1967    | Asuncion       | Paraguay - Argentine | 1-1   | Match amical                                                                   |
| 62  | 15 mai 1968        | Asuncion       | Paraguay - Argentine | 2-0   | Match amical                                                                   |
| 63  | 19 mars 1969       | Rosario        | Argentine - Paraguay | 1-1   | Match amical                                                                   |
| 64  | 9 avril 1969       | Asuncion       | Paraguay - Argentine | 0-0   | Match amical                                                                   |
| 65  | 22 octobre 1970    | Asuncion       | Paraguay - Argentine | 1-1   | Match amical                                                                   |
| 66  | 4 juillet 1971     | Asuncion       | Paraguay - Argentine | 1-1   | Match amical                                                                   |
| 67  | 9 juillet 1971     | Rosario        | Argentine - Paraguay | 1-0   | Match amical                                                                   |
| 68  | 25 mai 1972        | Salta          | Argentine - Paraguay | 0-0   | Match amical                                                                   |
| 69  | 16 septembre 1973  | Asuncion       | Paraguay - Argentine | 1-1   | Qualifications pour la Coupe du monde 1974 (zone AmSud - groupe 2)             |
| 70  | 7 octobre 1973     | Buenos Aires   | Argentine - Paraguay | 3-1   | Qualifications pour la Coupe du monde 1974 (zone AmSud - groupe 2)             |
| 71  | 25 février 1976    | Asuncion       | Paraguay - Argentine | 2-3   | Copa del Atlántico 1976                                                        |
| 72  | 28 avril 1976      | Buenos Aires   | Argentine - Paraguay | 2-2   | Copa del Atlántico 1976                                                        |
| 73  | 24 aout 1977       | Buenos Aires   | Argentine - Paraguay | 2-1   | Match amical                                                                   |
| 74  | 31 aout 1977       | Asuncion       | Paraguay - Argentine | 2-0   | Match amical                                                                   |
| 75  | 14 juillet 1983    | Asuncion       | Paraguay - Argentine | 1-0   | Match amical                                                                   |
| 76  | 21 juillet 1983    | Buenos Aires   | Argentine - Paraguay | 0-0   | Match amical                                                                   |
| 77  | 28 avril 1985      | Asuncion       | Paraguay - Argentine | 1-0   | Match amical                                                                   |
| 78  | 9 mai 1985         | Buenos Aires   | Argentine - Paraguay | 1-1   | Match amical                                                                   |
| 79  | 20 juin 1987       | Buenos Aires   | Argentine - Paraguay | 1-0   | Match amical                                                                   |
| 80  | 16 juillet 1989    | Rio de Janeiro | Argentine - Paraguay | 0-0   | Copa América 1989 (tour final)                                                 |
| 81  | 12 juillet 1991    | Concepción     | Argentine - Paraguay | 4-1   | Copa América 1991 (groupe A)                                                   |
| 82  | 8 aout 1993        | Asuncion       | Paraguay - Argentine | 1-3   | Qualification pour la Coupe du monde 1994 (zone AmSud - groupe A)              |
| 83  | 29 aout 1993       | Buenos Aires   | Argentine - Paraguay | 0-0   | Qualification pour la Coupe du monde 1994 (zone AmSud - groupe A)              |
| 84  | 14 juin 1995       | Rosario        | Argentine - Paraguay | 2-1   | Match amical                                                                   |
| 85  | 1er septembre 1996 | Buenos Aires   | Argentine - Paraguay | 1-1   | Qualification pour la Coupe du monde 1998 : zone Amérique du Sud               |
| 86  | 17 juin 1997       | Cochabamba     | Argentine - Paraguay | 1-1   | Copa América 1997 (groupe A)                                                   |
| 87  | 6 juillet 1997     | Asuncion       | Paraguay - Argentine | 1-2   | Qualification pour la Coupe du monde 1998 : zone Amérique du Sud               |
| 88  | 16 aout 2000       | Buenos Aires   | Argentine - Paraguay | 1-1   | Qualification pour la Coupe du monde 2002 : zone Amérique du Sud               |
| 89  | 7 octobre 2001     | Asuncion       | Paraguay - Argentine | 2-2   | Qualification pour la Coupe du monde 2002 : zone Amérique du Sud               |
| 90  | 6 juin 2004        | Buenos Aires   | Argentine - Paraguay | 0-0   | Qualification pour la Coupe du monde 2006 : zone Amérique du Sud               |
| 91  | 3 septembre 2005   | Asuncion       | Paraguay - Argentine | 1-0   | Qualification pour la Coupe du monde 2006 : zone Amérique du Sud               |
| 92  | 5 juillet 2007     | Barquisimeto   | Argentine - Paraguay | 1-0   | Copa América 2007 (groupe C)                                                   |
| 93  | 6 septembre 2008   | Buenos Aires   | Argentine - Paraguay | 1-1   | Éliminatoires de la Coupe du monde de football 2010 : zone Amérique du Sud     |
| 94  | 9 septembre 2009   | Asuncion       | Paraguay - Argentine | 1-0   | Éliminatoires de la Coupe du monde de football 2010 : zone Amérique du Sud     |
| 95  | 25 mai 2011        | Resistencia    | Argentine - Paraguay | 4-2   | Match amical                                                                   |
| 96  | 7 septembre 2012   | Córdoba        | Argentine - Paraguay | 3-1   | Éliminatoires de la Coupe du monde de football 2014 : zone Amérique du Sud     |
| 97  | 10 septembre 2013  | Asuncion       | Paraguay - Argentine | 2-5   | Éliminatoires de la Coupe du monde de football 2014 : zone Amérique du Sud     |
| 98  | 13 juin 2015       | La Serena      | Paraguay - Argentine | 2-2   | Copa América 2015 (groupe B)                                                   |
| 99  | 30 juin 2015       | Concepción     | Argentine - Paraguay | 6-1   | Copa América 2015 (demi-finale)                                                |
| 100 | 13 octobre 2015    | Asuncion       | Paraguay - Argentine | 0-0   | Éliminatoires de la Coupe du monde de football 2018 : zone Amérique du Sud     |
| 101 | 11 octobre 2016    | Córdoba        | Argentine - Paraguay | 0-1   | Éliminatoires de la Coupe du monde de football 2018 : zone Amérique du Sud     |
| 102 | 19 juin 2019       | Belo Horizonte | Argentine - Paraguay | 1-1   | Copa América 2019 (groupe B)                                                   |
| 103 | 13 novembre 2020   | Buenos Aires   | Argentine - Paraguay | 1-1   | Éliminatoires de la zone Amérique du Sud de la Coupe du monde de football 2022 |
| 104 | 22 juin 2021       | Brasilia       | Argentine - Paraguay | 1-0   | Copa América 2021                                                              |
| 105 | 7 octobre 2021     | Asuncion       | Paraguay - Argentine | 0-0   | Éliminatoires de la zone Amérique du Sud de la Coupe du monde de football 2022 |
| 106 | 12 octobre 2023    | Buenos Aires   | Argentine - Paraguay | 1-0   | Éliminatoires de la Coupe du monde de football 2026 : zone Amérique du Sud     |
| 107 | 14 Novembre 2024   | Asuncion       | Paraguay - Argentine | 2-1   | Éliminatoires de la Coupe du monde de football 2026 : zone Amérique du Sud     |

#### Bilan
- Total de matchs disputés : 107
- Victoires de l'Argentine :
- Victoires du Paraguay :
- Matchs nuls : 34
- Total de buts marqués par l'Argentine : 216
- Total de buts marqués par le Paraguay : 110

### Pays-Bas
| #  | Date            | Lieu          | Match                | Score            | Compétition                            |
| 1  | 26 mai 1974     | Amsterdam     | Pays-Bas - Argentine | 4-1              | Match amical                           |
| 2  | 26 juin 1974    | Gelsenkirchen | Pays-Bas - Argentine | 4-0              | Coupe du monde 1974 (2d tour)          |
| 3  | 25 juin 1978    | Buenos Aires  | Argentine - Pays-Bas | 3-1              | Finale de la Coupe du monde 1978       |
| 4  | 22 mai 1979     | Berne         | Pays-Bas - Argentine | 0-0              | Match amical                           |
| 5  | 4 juillet 1998  | Marseille     | Pays-Bas - Argentine | 2-1              | Coupe du monde 1998 (1/4 finale)       |
| 6  | 31 mars 1999    | Amsterdam     | Pays-Bas - Argentine | 1-1              | Match amical                           |
| 7  | 12 février 2003 | Amsterdam     | Pays-Bas - Argentine | 1-0              | Match amical                           |
| 9  | 21 juin 2006    | Francfort     | Pays-Bas - Argentine | 0-0              | Coupe du monde 2006 (groupe C)         |
| 10 | 7 juillet 2014  | São Paulo     | Argentine - Pays-Bas | 0-0 ap (4-2 tab) | Coupe du monde 2014 (1/2 finale)       |
| 11 | 9 décembre 2022 | Lusail        | Pays-Bas - Argentine | 2-2 ap (3-4 tab) | Coupe du monde 2022 (Quarts de finale) |

Bilan
- Total de matchs disputés : 10
- Victoires de l'équipe d'Argentine : 1
- Victoires de l'équipe des Pays-Bas : 4
- Matchs nuls : 5

### Pays de Galles
| # | Date            | Lieu    | Match                      | Score | Compétition  |
| 1 | 3 juin 1992     | Gifu    | Argentine - Pays de Galles | 1-0   | Match amical |
| 2 | 13 février 2002 | Cardiff | Pays de Galles - Argentine | 1-1   | Match amical |

Bilan
- Total de matchs disputés : 2
- Victoires de l'Argentine : 1
- Victoires du pays de Galles : 0
- Matchs nuls : 1

### Pérou

#### Confrontations
Confrontations entre le Pérou et l'Argentine en matchs officiels.
| #  | Date               | Lieu            | Match              | Score | Compétition                                                                |
| -- | ------------------ | --------------- | ------------------ | ----- | -------------------------------------------------------------------------- |
| 1  | 27 novembre 1927   | Lima            | Pérou - 'Argentine | 1-5   | Championnat sud-américain de football de 1927                              |
| 2  | 3 novembre 1929    | Buenos Aires    | Argentine - Pérou  | 3-0   | Championnat sud-américain de football de 1929                              |
| 3  | 20 janvier 1935    | Lima            | Pérou - Argentine  | 1-4   | Championnat sud-américain de football de 1935                              |
| 4  | 16 janvier 1937    | Buenos Aires    | Argentine - Pérou  | 1-0   | Championnat sud-américain de football de 1937                              |
| 5  | 19 janvier 1941    | Lima            | Pérou - Argentine  | 1-1   | Match amical                                                               |
| 6  | 26 janvier 1941    | Lima            | Pérou - Argentine  | 1-1   | Match amical                                                               |
| 7  | 29 janvier 1941    | Lima            | Pérou - Argentine  | 0-3   | Match amical                                                               |
| 8  | 12 février 1941    | Santiago        | Argentine - Pérou  | 2-1   | Championnat sud-américain de football de 1941                              |
| 9  | 25 janvier 1942    | Montevideo      | Argentine - Pérou  | 3-1   | Championnat sud-américain de football de 1942                              |
| 10 | 11 décembre 1947   | Guayaquil       | Argentine - Pérou  | 3-2   | Championnat sud-américain de football de 1947                              |
| 11 | 16 mars 1955       | Santiago        | Pérou - Argentine  | 2-2   | Championnat sud-américain de football de 1955                              |
| 12 | 22 janvier 1956    | Montevideo      | Argentine - Pérou  | 2-1   | Championnat sud-américain de football de 1956                              |
| 13 | 28 février 1956    | Montevideo      | Argentine - Pérou  | 0-0   | Match amical                                                               |
| 14 | 6 avril 1957       | Lima            | Pérou - Argentine  | 2-1   | Championnat sud-américain de football de 1957                              |
| 15 | 9 avril 1957       | Lima            | Pérou - Argentine  | 1-4   | Match amical                                                               |
| 16 | 18 mars 1959       | Buenos Aires    | Argentine - Pérou  | 3-1   | Championnat sud-américain de football de 1959 (Argentine)                  |
| 17 | 13 mars 1963       | Cochabamba      | Pérou - Argentine  | 2-1   | Championnat sud-américain de football de 1963                              |
| 18 | 29 aout 1968       | Lima            | Pérou - Argentine  | 2-2   | Match amical                                                               |
| 19 | 1er septembre 1968 | Lima            | Pérou - Argentine  | 1-1   | Match amical                                                               |
| 20 | 3 aout 1969        | Lima            | Pérou - Argentine  | 1-0   | Qualifications pour la Coupe du monde 1970 (zone AmSud - groupe 2)         |
| 21 | 31 aout 1969       | Buenos Aires    | Argentine - Pérou  | 2-2   | Qualifications pour la Coupe du monde 1970 (zone AmSud - groupe 2)         |
| 22 | 25 octobre 1972    | Lima            | Pérou - Argentine  | 0-2   | Match amical                                                               |
| 23 | 27 juillet 1973    | Buenos Aires    | Argentine - Pérou  | 3-1   | Match amical                                                               |
| 24 | 28 octobre 1976    | Lima            | Pérou - Argentine  | 1-3   | Match amical                                                               |
| 25 | 10 novembre 1976   | Buenos Aires    | Argentine - Pérou  | 1-0   | Match amical                                                               |
| 26 | 19 mars 1978       | Buenos Aires    | Argentine - Pérou  | 2-1   | Match amical                                                               |
| 27 | 23 mars 1978       | Lima            | Pérou - Argentine  | 1-3   | Match amical                                                               |
| 28 | 21 juin 1978       | Buenos Aires    | Argentine - Pérou  | 6-0   | Coupe du monde 1978 (2e tour - groupe B)                                   |
| 29 | 23 juin 1985       | Lima            | Pérou - Argentine  | 1-0   | Qualifications pour la Coupe du monde 1986 (zone AmSud - groupe 1)         |
| 30 | 30 juin 1985       | Buenos Aires    | Argentine - Pérou  | 2-2   | Qualifications pour la Coupe du monde 1986 (zone AmSud - groupe 1)         |
| 31 | 27 juin 1987       | Buenos Aires    | Argentine - Pérou  | 1-1   | Copa América 1987 (groupe A)                                               |
| 32 | 14 juillet 1991    | Santiago        | Argentine - Pérou  | 3-2   | Copa América 1991 (groupe A)                                               |
| 33 | 1er aout 1993      | Lima            | Pérou - Argentine  | 0-1   | Qualification pour la Coupe du monde 1994 (zone AmSud - groupe A)          |
| 34 | 22 aout 1993       | Buenos Aires    | Argentine - Pérou  | 2-1   | Qualification pour la Coupe du monde 1994 (zone AmSud - groupe A)          |
| 35 | 31 mai 1995        | Córdoba         | Argentine - Pérou  | 1-0   | Match amical                                                               |
| 36 | 7 juillet 1996     | Lima            | Pérou - Argentine  | 0-0   | Qualification pour la Coupe du monde 1998 : zone Amérique du Sud           |
| 37 | 8 juin 1997        | Buenos Aires    | Argentine - Pérou  | 2-0   | Qualification pour la Coupe du monde 1998 : zone Amérique du Sud           |
| 38 | 21 juin 1997       | Sucre           | Pérou - Argentine  | 2-1   | Copa América 1997 (quart de finale)                                        |
| 39 | 3 septembre 2000   | Lima            | Pérou - Argentine  | 1-2   | Qualification pour la Coupe du monde 2002 : zone Amérique du Sud           |
| 40 | 8 novembre 2001    | Buenos Aires    | Argentine - Pérou  | 2-0   | Qualification pour la Coupe du monde 2002 : zone Amérique du Sud           |
| 41 | 30 juin 2004       | East Rutherford | Argentine - Pérou  | 2-1   | Match amical                                                               |
| 42 | 17 juillet 2004    | Chiclayo        | Pérou - Argentine  | 0-1   | Copa América 2004 (quart de finale)                                        |
| 43 | 4 septembre 2004   | Lima            | Pérou - Argentine  | 1-3   | Qualification pour la Coupe du monde 2006 : zone Amérique du Sud           |
| 44 | 9 octobre 2005     | Buenos Aires    | Argentine - Pérou  | 2-0   | Qualification pour la Coupe du monde 2006 : zone Amérique du Sud           |
| 45 | 8 juillet 2007     | Barquisimeto    | Argentine - Pérou  | 4-0   | Copa América 2007 (quart de finale)                                        |
| 46 | 10 septembre 2008  | Lima            | Pérou - Argentine  | 1-1   | Éliminatoires de la Coupe du monde de football 2010 : zone Amérique du Sud |
| 47 | 10 octobre 2009    | Buenos Aires    | Argentine - Pérou  | 2-1   | Éliminatoires de la Coupe du monde de football 2010 : zone Amérique du Sud |
| 48 | 11 septembre 2012  | Lima            | Pérou - Argentine  | 1-1   | Éliminatoires de la Coupe du monde de football 2014 : zone Amérique du Sud |
| 49 | 11 octobre 2013    | Buenos Aires    | Argentine - Pérou  | 3-1   | Éliminatoires de la Coupe du monde de football 2014 : zone Amérique du Sud |
| 50 | 6 octobre 2016     | Lima            | Pérou - Argentine  | 2-2   | Éliminatoires de la Coupe du monde de football 2018 : zone Amérique du Sud |
| 51 | 5 octobre 2017     | Buenos Aires    | Argentine - Pérou  | 0-0   | Éliminatoires de la Coupe du monde de football 2018 : zone Amérique du Sud |
| 52 | 17 novembre 2020   | Lima            | Pérou - Argentine  | 0-2   | Éliminatoires de la Coupe du monde de football 2022 : zone Amérique du Sud |
| 53 | 14 octobre 2021    | Buenos Aires    | Argentine - Pérou  | 1-0   | Éliminatoires de la Coupe du monde de football 2022 : zone Amérique du Sud |
| 54 | 17 octobre 2023    | Lima            | Pérou - Argentine  | 0-2   | Éliminatoires de la Coupe du monde de football 2026 : zone Amérique du Sud |
| 55 | 29 Juin 2024       | Miami Gardens   | Argentine - Pérou  | 2-0   | 2024 Copa América (Groupe A)                                               |
| 56 | 19 Novembre 2024   | Buenos Aires    | Argentine - Pérou  | 1-0   | Éliminatoires de la Coupe du monde de football 2026 : zone Amérique du Sud |

#### Bilan
- Total de matchs disputés : 56
- Victoires de l'Argentine :
- Victoires du Pérou : 5
- Matchs nuls : 14
- Total de buts marqués par l'Argentine : 110
- Total de buts marqués par le Pérou : 45

### Pologne
| #  | Date             | Lieu          | Match               | Score | Compétition                    |
| 1  | 11 juin 1966     | Buenos Aires  | Argentine - Pologne | 1-1   | Match amical                   |
| 2  | 28 octobre 1981  | Mar del Plata | Argentine - Pologne | 1-0   | Match amical                   |
| 3  | 15 juin 1974     | Stuttgart     | Pologne - Argentine | 3-2   | Coupe du monde 1974            |
| 4  | 24 mars 1976     | Chorzów       | Pologne - Argentine | 1-2   | Match amical                   |
| 5  | 29 mai 1977      | Buenos Aires  | Argentine - Pologne | 3-1   | Match amical                   |
| 6  | 14 juin 1978     | Rosario       | Argentine - Pologne | 2-0   | Coupe du monde 1978            |
| 7  | 12 octobre 1980  | Buenos Aires  | Argentine - Pologne | 2-1   | Match amical                   |
| 8  | 28 octobre 1981  | Buenos Aires  | Argentine - Pologne | 1-2   | Match amical                   |
| 9  | 17 janvier 1984  | Calcutta      | Pologne - Argentine | 1-1   | Match amical                   |
| 10 | 26 novembre 1992 | Buenos Aires  | Argentine - Pologne | 2-0   | Match amical                   |
| 11 | 5 juin 2011      | Varsovie      | Pologne - Argentine | 2-1   | Match amical                   |
| 12 | 30 novembre 2022 | Doha          | Pologne - Argentine | 0-2   | Coupe du monde 2022 (Groupe C) |

Bilan
- Total de matchs disputés : 12
- Victoires de l'équipe de Pologne : 3
- Victoires de l'équipe d'Argentine : 7
- Matchs nuls : 2

### Portugal
| # | Date             | Lieu           | Match                | Score | Compétition                         |
| 1 | 1er avril 1928   | Lisbonne       | Portugal - Argentine | 0-0   | Match amical                        |
| 2 | 14 décembre 1952 | Lisbonne       | Portugal - Argentine | 1-3   | Match amical                        |
| 3 | 12 décembre 1954 | Lisbonne       | Portugal - Argentine | 1-3   | Match amical                        |
| 4 | 4 juin 1961      | Lisbonne       | Portugal - Argentine | 0-2   | Match amical                        |
| 5 | 31 mai 1964      | Rio de Janeiro | Portugal - Argentine | 0-2   | Taça das Naçoes (tournoi)           |
| 6 | 29 juin 1972     | Rio de Janeiro | Portugal - Argentine | 3-1   | Tournoi de l'indépendance du Brésil |
| 7 | 9 février 2011   | Genève         | Portugal-Argentine   | 1-2   | Match amical                        |
| 8 | 18 novembre 2014 | Manchester     | Portugal-Argentine   | 1-0   | Match amical                        |

Bilan
- Total de matchs disputés : 8
- Victoires de l'équipe du Portugal : 2
- Victoires de l'équipe d'Argentine : 5
- Match nul : 1

## Q

### Qatar

#### Confrontations
Confrontations entre le Qatar et l'Argentine en matchs officiels.

| # | Date             | Lieu         | Match             | Score | Compétition                  |
| - | ---------------- | ------------ | ----------------- | ----- | ---------------------------- |
| 1 | 16 novembre 2005 | Doha         | Qatar - Argentine | 0-3   | Match amical                 |
| 2 | 23 juin 2019     | Porto Alegre | Qatar - Argentine | 0-2   | Copa América 2019 (groupe B) |

#### Bilan
Au 24 juin 2019
- Total de matchs disputés : 2
- Victoires de l'Argentine : 2
- Matchs nuls : 0
- Victoires du Qatar : 0
- Total de buts marqués par l'Argentine : 5
- Total de buts marqués par le Qatar : 0

## R

### Roumanie
| # | Date             | Lieu         | Match                | Score | Compétition                               |
| 1 | 22 avril 1974    | Buenos Aires | Argentine - Roumanie | 2-1   | Match amical                              |
| 2 | 5 avril 1978     | Buenos Aires | Argentine - Roumanie | 2-0   | Match amical                              |
| 3 | 12 mai 1982      | Rosario      | Argentine - Roumanie | 1-0   | Match amical                              |
| 4 | 18 juin 1990     | Naples       | Argentine - Roumanie | 1-1   | Coupe du monde 1990 (Groupe B)            |
| 5 | 3 juillet 1994   | Pasadena     | Roumanie - Argentine | 3-2   | Coupe du monde 1994 (Huitièmes de finale) |
| 6 | 21 décembre 1994 | Buenos Aires | Argentine - Roumanie | 1-0   | Match amical                              |
| 7 | 19 février 1998  | Mendoza      | Argentine - Roumanie | 2-1   | Match amical                              |
| 8 | 5 mars 2014      | Bucarest     | Roumanie - Argentine | 0-0   | Match amical                              |

Bilan
- Total de matchs disputés : 8
- Victoire de l'équipe d'Argentine : 5
- Victoire de l'équipe de Roumanie : 1
- Match nul : 2

### Russie
| # | Date             | Lieu   | Match              | Score | Compétition  |
| 1 | 12 août 2009     | Moscou | Russie - Argentine | 2-3   | match amical |
| 2 | 18 novembre 2017 | Moscou | Russie - Argentine | 0-1   | match amical |

Bilan
- Total de matchs disputés : 2
- Victoires de l'équipe d'Argentine : 2
- Victoires de l'équipe de Russie : 0
- Matchs nuls : 0

## S

### Salvador

#### Confrontations
Confrontations entre le Salvador et l'Argentine en matchs officiels.
| # | Date         | Lieu         | Match                | Score | Compétition                 |
| - | ------------ | ------------ | -------------------- | ----- | --------------------------- |
| 1 | 23 juin 1982 | Alicante     | Argentine - Salvador | 2-0   | Coupe du monde 1982 (gr. 3) |
| 2 | 28 mars 2015 | Landover     | Argentine - Salvador | 2-0   | Match amical                |
| 3 | 22 mars 2024 | Philadelphie | Argentine - Salvador | 3-0   | Match amical                |

#### Bilan
Au 30 mars 2024 :
- Total de matchs disputés : 3
- Victoires de l'Argentine : 3
- Victoires du Salvador : 0
- Matchs nuls : 0
- Total de buts marqués par l'Argentine : 7
- Total de buts marqués par le Salvador : 0

### Serbie-et-Monténégro
| # | Date         | Lieu          | Match                            | Score | Compétition                    |
| 1 | 16 juin 2006 | Gelsenkirchen | Argentine - Serbie-et-Monténégro | 6-0   | Coupe du monde 2006 (Groupe C) |

Bilan
- Total de matchs disputés : 1
- Victoires de l'équipe de Serbie et Monténégro : 0
- Victoires de l'équipe d'Argentine : 1
- Match nul : 0

### Singapour
| # | Date         | Lieu    | Match                 | Score | Compétition  |
| 1 | 13 juin 2017 | Kallang | Singapour - Argentine | 0-6   | Match amical |

Bilan
- Total de matchs disputés : 1
- Victoires de l'équipe de Singapour : 0
- Victoires de l'équipe d'Argentine : 1
- Match nul : 0

### Suède
| # | Date           | Lieu    | Match             | Score | Compétition                        |
| 1 | 27 mai 1934    | Bologne | Suède - Argentine | 3-2   | Coupe du monde 1934 (8e de finale) |
| 2 | 12 juin 2002   | Miyagi  | Argentine - Suède | 1-1   | Coupe du monde 2002 (Groupe F)     |
| 3 | 6 février 2013 | Solna   | Suède - Argentine | 2-3   | Match amical                       |

Bilan partiel
- Total de matchs disputés : 3
- Victoires de l'équipe d'Argentine : 1
- Matchs nuls : 1
- Victoires de l'équipe de Suède : 1
- Total de buts marqués par l'équipe d'Argentine : 6
- Total de buts marqués par l'équipe de Suède : 6

### Suisse
| # | Date               | Lieu      | Match              | Score    | Compétition                            |
| 1 | 19 juillet 1966    | Sheffield | Argentine - Suisse | 2-0      | Premier tour de la Coupe du monde 1966 |
| 2 | 16 décembre 1980   | Córdoba   | Argentine - Suisse | 5-0      | Match amical                           |
| 3 | 1er septembre 1984 | Berne     | Suisse - Argentine | 0-2      | Match amical                           |
| 4 | 8 mai 1990         | Berne     | Suisse - Argentine | 1-1      | Match amical                           |
| 5 | 2 juin 2007        | Bâle      | Suisse - Argentine | 1-1      | Match amical                           |
| 6 | 29 février 2012    | Berne     | Suisse - Argentine | 1-3      | Match amical                           |
| 7 | 1er juillet 2014   | São Paulo | Argentine - Suisse | 1-0 (ap) | Coupe du monde 2014 (8e de finale)     |

Bilan
- Total de matchs disputés : 7
- Victoires de l'équipe d'Argentine : 5
  - Plus large victoire : 5-0
  - Total des buts marqués : 14
- Victoires de l'équipe de Suisse : 0
  - Total des buts marqués : 3
- Match nul : 2

## T

### Tchécoslovaquie
| # | Date             | Lieu          | Match                       | Score | Compétition                    |
| 1 | 19 août 1956     | Buenos Aires  | Argentine - Tchécoslovaquie | 1-0   | Match amical                   |
| 2 | 15 juin 1958     | Helsingborg   | Tchécoslovaquie - Argentine | 6-1   | Coupe du monde 1958 (Groupe A) |
| 3 | 19 juin 1961     | Brno          | Tchécoslovaquie - Argentine | 3-3   | Match amical                   |
| 4 | 11 novembre 1981 | Buenos Aires  | Argentine - Tchécoslovaquie | 1-1   | Match amical                   |
| 5 | 9 mars 1982      | Mar del Plata | Argentine - Tchécoslovaquie | 0-0   | Match amical                   |

Bilan partiel
- Total de matchs disputés : 5
- Victoires de l'équipe de Tchécoslovaquie : 1
- Victoires de l'équipe d'Argentine : 1
- Matchs nuls : 3
- Total de buts marqués par l'équipe de Tchécoslovaquie : 10
- Total de buts marqués par l'équipe d'Argentine : 6

### Trinité-et-Tobago
| # | Date        | Lieu         | Match                         | Score | Compétition  |
| 1 | 4 juin 2014 | Buenos Aires | Argentine - Trinité-et-Tobago | 3-0   | Match amical |

Bilan
- Total de matchs disputés : 1
- Victoires de l'équipe d'Argentine : 1
- Victoires de l'équipe de Trinité-et-Tobago : 0
- Match nul : 0

### Tunisie
| # | Date         | Lieu    | Match               | Score | Compétition                              |
| 1 | 15 juin 2005 | Cologne | Argentine - Tunisie | 2-1   | Coupe des confédérations 2005 (groupe A) |

Bilan
- Total de matchs disputés : 1
- Victoires de l'équipe d'Argentine : 1
- Victoires de l'équipe de Tunisie : 0
- Match nul : 0

## U

### URSS
| #  | Date              | Lieu           | Match            | Score | Compétition                            |
| 1  | 24 juin 1961      | Moscou         | URSS - Argentine | 0-0   | amical                                 |
| 2  | 18 novembre 1961  | Buenos Aires   | Argentine - URSS | 1-2   | amical                                 |
| 3  | 1er décembre 1965 | Buenos Aires   | Argentine - URSS | 1-1   | amical                                 |
| 4  | 2 juillet 1972    | Belo Horizonte | Argentine - URSS | 1-0   | Tournoi amical                         |
| 5  | 20 mars 1976      | Kiev           | URSS - Argentine | 0-1   | amical                                 |
| 6  | 28 novembre 1976  | Buenos Aires   | Argentine - URSS | 0-0   | amical                                 |
| 7  | 4 décembre 1980   | Mar del Plata  | Argentine - URSS | 1-1   | amical                                 |
| 8  | 14 avril 1982     | Buenos Aires   | Argentine - URSS | 1-1   | amical                                 |
| 9  | 31 mars 1988      | Berlin         | Argentine - URSS | 2-4   | Tournoi des 4 nations                  |
| 10 | 13 juin 1990      | Naples         | Argentine - URSS | 2-0   | Coupe du monde 1990 (phase de groupes) |
| 1  | 23 mai 1991       | Manchester     | Argentine - URSS | 1-1   | Tournoi amical                         |

Bilan
- Total de matchs disputés : 11
- Victoires de l'équipe d'Argentine : 3
- Victoires de l'équipe de Russie : 2
- Matchs nuls : 6

## V

### Venezuela

#### Confrontations
Confrontations entre le Venezuela et l'Argentine en matchs officiels.
| #  | Date             | Lieu           | Match                 | Score | Compétition                                                                    |
| -- | ---------------- | -------------- | --------------------- | ----- | ------------------------------------------------------------------------------ |
| 1  | 25 janvier 1967  | Montevideo     | Argentine - Venezuela | 5-1   | Championnat sud-américain de football de 1967                                  |
| 2  | 3 aout 1975      | Caracas        | Venezuela - Argentine | 1-5   | Copa América 1975 (groupe A)                                                   |
| 3  | 10 aout 1975     | Santa Fe       | Argentine - Venezuela | 11-0  | Copa América 1975 (groupe A)                                                   |
| 4  | 26 mai 1985      | San Cristóbal  | Venezuela - Argentine | 2-3   | Qualifications pour la Coupe du monde 1986 (zone AmSud - groupe 1)             |
| 5  | 9 juin 1985      | Buenos Aires   | Argentine - Venezuela | 3-0   | Qualifications pour la Coupe du monde 1986 (zone AmSud - groupe 1)             |
| 6  | 8 juillet 1991   | Santiago       | Argentine - Venezuela | 3-0   | Copa América 1991 (groupe A)                                                   |
| 7  | 21 décembre 1995 | Mendoza        | Argentine - Venezue   | 6-0   | Match amical                                                                   |
| 8  | 9 octobre 1996   | San Cristóbal  | Venezuela - Argentine | 2-5   | Qualification pour la Coupe du monde 1998 : zone Amérique du Sud               |
| 9  | 20 juillet 1997  | Buenos Aires   | Argentine - Venezuela | 2-0   | Qualification pour la Coupe du monde 1998 : zone Amérique du Sud               |
| 10 | 3 février 1999   | Maracaibo      | Venezuela - Argentine | 0-2   | Match amical                                                                   |
| 11 | 26 avril 2000    | Maracaibo      | Venezuela - Argentine | 0-4   | Qualification pour la Coupe du monde 2002 : zone Amérique du Sud               |
| 12 | 28 mars 2001     | Buenos Aires   | Argentine - Venezuela | 5-0   | Qualification pour la Coupe du monde 2002 : zone Amérique du Sud               |
| 13 | 9 septembre 2003 | Caracas        | Venezuela - Argentine | 0-3   | Qualification pour la Coupe du monde 2006 : zone Amérique du Sud               |
| 14 | 17 novembre 2004 | Buenos Aires   | Argentine - Venezuela | 3-2   | Qualification pour la Coupe du monde 2006 : zone Amérique du Sud               |
| 15 | 16 novembre 2007 | Maracaibo      | Venezuela - Argentine | 0-2   | Éliminatoires de la Coupe du monde de football 2010 : zone Amérique du Sud     |
| 16 | 28 mars 2009     | Buenos Aires   | Argentine - Venezuela | 4-0   | Éliminatoires de la Coupe du monde de football 2010 : zone Amérique du Sud     |
| 17 | 16 mars 2011     | San Juan       | Argentine - Venezuela | 4-1   | Match amical                                                                   |
| 18 | 2 septembre 2011 | Calcutta       | Argentine - Venezuela | 1-0   | Match amical                                                                   |
| 19 | 11 octobre 2014  | Puerto La Cruz | Venezuela - Argentine | 1-0   | Éliminatoires de la Coupe du monde de football 2014 : zone Amérique du Sud     |
| 20 | 22 mars 2013     | Buenos Aires   | Argentine - Venezuela | 3-0   | Éliminatoires de la Coupe du monde de football 2014 : zone Amérique du Sud     |
| 21 | 18 juin 2016     | Foxborough     | Argentine - Venezuela | 4-1   | Copa América Centenario (quart de finale)                                      |
| 22 | 6 septembre 2016 | Mérida         | Venezuela - Argentine | 2-2   | Éliminatoires de la Coupe du monde de football 2018 : zone Amérique du Sud     |
| 23 | 5 septembre 2017 | Buenos Aires   | Venezuela - Argentine | 1-1   | Éliminatoires de la Coupe du monde de football 2018 : zone Amérique du Sud     |
| 24 | 22 mars 2019     | Madrid         | Argentine - Venezuela | 1-3   | Match amical                                                                   |
| 25 | 28 juin 2019     | Rio de Janeiro | Venezuela - Argentine | 0-2   | Copa América 2019 (quart de finale)                                            |
| 26 | 2 septembre 2021 | Caracas        | Venezuela - Argentine | 1-3   | Éliminatoires de la zone Amérique du Sud de la Coupe du monde de football 2022 |
| 27 | 25 mars 2022     | Buenos Aires   | Argentine - Venezuela | 3-0   | Éliminatoires de la zone Amérique du Sud de la Coupe du monde de football 2022 |
| 28 | 9 Octobre 2024   | Mérida         | Venezuela - Argentine | 1-1   | FIFA 2026 Qualification                                                        |
| 29 | 9 Septembre 2025 | Mar del Plata  | Argentine - Venezuela |       | FIFA 2026 Qualification                                                        |

#### Bilan
Au 12 avril 2022 :
- Total de matchs disputés : 28
- Victoires de l'Argentine :
- Victoires du Venezuela :
- Matchs nuls : 3
- Total de buts marqués par l'Argentine : 91
- Total de buts marqués par le Venezuela : 19

## Y

### Yougoslavie
| # | Date              | Lieu           | Match                   | Score         | Compétition                           |
| 1 | 3 août 1930       | Buenos Aires   | Argentine - Yougoslavie | 3-1           | Match amical                          |
| 2 | 22 décembre 1968  | Mar del Plata  | Argentine - Yougoslavie | 1-1           | Match amical                          |
| 3 | 9 juillet 1972    | Rio de Janeiro | Yougoslavie -Argentine  | 4-2           | Match amical                          |
| 4 | 3 juillet 1977    | Buenos Aires   | Argentine - Yougoslavie | 1-0           | Match amical                          |
| 5 | 16 septembre 1979 | Belgrade       | Yougoslavie - Argentine | 4-2           | Match amical                          |
| 6 | 30 juin 1990      | Florence       | Yougoslavie - Argentine | 0-0 (2-3 tab) | Coupe du monde 1990 (Quart de finale) |
| 7 | 27 décembre 1994  | Buenos Aires   | Argentine - Yougoslavie | 1-0           | Match amical                          |
| 8 | 28 décembre 1996  | Mar del Plata  | Argentine - Yougoslavie | 2-3           | Match amical                          |
| 9 | 24 février 1998   | Mar del Plata  | Argentine - Yougoslavie | 3-1           | Match amical                          |

Bilan
- Total de matchs disputés : 9
- Victoires de l'Équipe de Yougoslavie : 3
- Victoires de l'Équipe d'Argentine : 4
- Matchs nuls : 2